# 京王線
京王線（けいおうせん）は、京王電鉄が運営する鉄道路線である。次の4つの意味合いがある。
1. 路線名称としての「京王線」：東京都新宿区の新宿駅から調布市の調布駅、八王子市の北野駅を経由して同市の京王八王子駅までを結ぶ鉄道路線で、線増区間の京王新線を含む[1]。
2. 運転系統としての「京王線」：上記1.から京王新線を除いたもの。新宿駅などの案内で多用される[2]。
3. 京王線系統：京王電鉄の鉄道路線のうち、（1.の）京王線・相模原線・競馬場線・動物園線・高尾線の総称。
4. 京王電鉄の鉄道全線：上記3.に井の頭線（1067 mm 軌間、路線記号IN）を加えたもの。ただし使用頻度は低い。

このうち、1.から3.については1372 mm 軌間（馬車軌間）を採用する路線のみで構成され、駅ナンバリングで使われる路線記号にKOを用いる。以下、本項では特記のない限り1.の意味で記述する。

## 概要
東京都区部の新宿副都心から甲州街道に沿って渋谷区・世田谷区の北部（一部杉並区南部との境界に跨る）と、多摩地域の調布市・府中市・多摩市・日野市の各都市を経由し、多摩地域最多の人口を擁する八王子市へ至る都市間鉄道（インターアーバン）である。東京都心方面への通勤・通学路線であり、沿線には主に住宅地が広がっている。路線名（および会社名）も東京の「京」、八王子の「王」に由来している。
新宿駅 - 笹塚駅間は複々線区間であり、新宿駅1 - 3番線発着の線路が京王線、4・5番線発着の線路が京王新線と呼ばれ、京王新線を介して都営地下鉄新宿線との相互直通運転が実施されている。この区間の途中駅である初台駅・幡ヶ谷駅は複々線化に際して京王線側から線増部となる京王新線側にホームを移設したため、京王線側の列車は各駅停車を含め全て停車しない。新宿駅1 - 3番線ホームと4・5番線ホームは同一駅構内ながらやや離れて位置するため、旅客案内では前者を「京王線新宿」（または単に「新宿」）、後者を「新線新宿」と呼称している。初台・幡ヶ谷両駅に行くためには、列車種別に関わりなく、新宿側からは新線新宿駅から乗車し、笹塚側からは新線新宿行または都営新宿線への直通列車に乗車することになる。
調布駅から分岐する相模原線へ直通する列車も多く設定されており、多摩ニュータウンや相模原市と東京都心方面を結んでいるほか、新宿駅からの一部列車は北野駅から高尾線に直通運転を行い、登山客数日本一の高尾山への観光・登山客を輸送する役割を担っている。2018年より新宿駅 - 京王八王子駅間および新宿駅 - 相模原線橋本駅間で有料座席指定列車の京王ライナーを運行している。
当路線と高尾線は東日本旅客鉄道（JR東日本）の中央線新宿駅 - 八王子駅・高尾駅間と競合し、相模原線方面では新宿駅 - 永山駅・多摩センター駅間で小田急多摩線と競合している。京王電鉄は他の鉄道事業者と比較して運賃が低廉であり、新宿駅 - 八王子駅（京王八王子駅）間においてはJRが492円なのに対して京王は409円、新宿駅 - 高尾駅間はJRが571円・京王は409円、新宿駅 - 多摩センター駅間は小田急が387円・京王は356円となっており（2023年10月現在、いずれもICカード利用）、運賃の安さは競合他路線に対して強みとなっている。
道路とは国道20号（甲州街道）や首都高速4号新宿線・中央自動車道と並行している。府中以東は国道20号にほぼ沿っており、聖蹟桜ヶ丘以西では川崎街道・北野街道に沿いながら浅川をさかのぼっている。建設時の経緯（後述）から、府中駅を境にして長い直線区間が少なくなる。
京王の新宿駅の1日平均利用者数は70万人を超え、私鉄のターミナル駅の利用者数としては東急電鉄の渋谷駅に次ぐ2位である。笹塚駅 - 調布駅間の複線区間には相模原線や高尾線からの列車も乗り入れるため、朝の通勤時間帯は列車本数が非常に多く、そのため明大前駅周辺でダンゴ運転状態になり、首都圏の通勤路線では東急電鉄と共に「ラッシュ時に遅い路線」としてしばしば挙げられるが、「京王線（笹塚駅 - 仙川駅間）連続立体交差事業」が完成すればいくらかは改善される見込みである。
以下、本記事において京王電鉄の新宿駅について単に「新宿」「新宿駅」とあるものは「京王線新宿駅」を意味するものとする。

### 路線データ
- 路線距離：37.9 km
- 軌間：1,372 mm
- 駅数：34駅（起終点駅含む）
- 複線区間：笹塚 - 京王八王子間 (34.3 km)
- 複々線区間：新宿 - 笹塚間 (3.6 km)
- 電化区間：全線（直流1500 V）
- 保安装置：京王ATC
- 最大勾配：35 ‰（幡ヶ谷 - 笹塚間のトンネル出口部分）
- 最高速度：110 km/h（調布以東は105 km/h）
- 最小曲線半径：110 m（京王線新宿駅構内）

## 沿線概況

### 新宿 - 笹塚
JR新宿駅、小田急新宿駅のさらに西隣の地下2階に南北に延びる3面3線の京王線新宿駅を南に出て、国道20号を地下でくぐる。新宿区から渋谷区に入り、海側（京王八王子・高尾山口に向かって左側）2線が合流しながら右に半径110 mの急カーブを切り、西南西に向きを変える。ここでシーサスポイントを通過。国道20号の少し渋谷方面寄りの南側を走りながら旧初台駅跡（新宿駅より1.7 km）を通る。ここまではカーブが連続するためATS時代には減速信号現示により運転速度が制限されていた。幡ヶ谷駅を越えたところで上り線は京王新線と立体交差のため急勾配 (35‰) で地上へ、下り線はしばらくしてから京王新線と同時に地上へ出る。ここまでの地下区間において、初台駅は京王線の当該区間の第二期の地下化によって一旦地下駅となった後に京王新線にホームを移設したため京王線側に旧駅跡が残っているが、幡ヶ谷駅は元々が地上駅で京王新線にホームを移設後に京王線の第三期の地下化が行われたため京王線側は地上部に鉄道柵が残っている程度である。上り線のみ踏切が1箇所あり、地上区間が他の3線より長い。そのまま上下線が京王新線を挟む形で高架の笹塚駅に登る。ここまでの地下区間は主に玉川上水の敷地に建設されている。旧初台付近までは比較的急な曲線が多い。笹塚駅の手前で東京都道420号鮫洲大山線（中野通りの延長）を越える。

### 笹塚 - 明大前
笹塚駅を出発すると京王新線からの引上線を挟みながら高度を下げ、ここから世田谷区の北端をときおり杉並区に入りながらさらに西南西に向かう（この状態は芦花公園あたりまで続く）。環七通りを越え、玉川上水を越えたところに代田橋駅がある。代田橋駅手前までは高架であるが、ここから先は地上を進む。明大前駅で井の頭線と交差する。

### 明大前 - 千歳烏山
小さな起伏を超え、右に大きくカーブを切るところに、下高井戸駅がある。ここでは左から東急世田谷線を迎える。下高井戸駅を出ると再び起伏があり、向きを西北西に変え、車両基地（かつては工場もあったが現在は留置線のみ。詳細は若葉台検車区を参照）がある2面4線の桜上水駅へ。続く上北沢駅は京王線では数少ない島式1面の駅である。上北沢駅付近からしばらく首都高速道路との距離が離れる。上北沢駅を出ると高架駅の八幡山駅に向け駆け上る。八幡山駅は京王線では唯一、ホームのない通過線があり、なおかつ外側2線が本線の駅である。その高架により環八通りを越える。左に高架の電留線を見ながら高架線から駆け下りて、左にカーブを切って芦花公園駅、西南西に向かって、烏山川を跨ぎ、千歳烏山駅である。この付近はバイパスである国道20号と多少離れるが、旧道とは近い。
この区間では代田橋駅 - 仙川駅間で連続立体交差事業が進行中である（連続立体交差化事業・複々線化計画を参照）。

### 千歳烏山 - つつじヶ丘
仙川の谷に下り、これを渡ると地面は上がっていくが、線路はさらに下って切り通しに入る。調布市に入り、仙川駅に着く。現在の仙川駅は山手線の原宿駅と同じようなホーム構造であるが、かつては島式1面であった。都道114号をくぐると武蔵野台地の国分寺崖線から入間川の谷に突き出す。高架（築堤）で進んで入間川を跨ぎ、武蔵野台地の武蔵野面の舌状台地へ着地する。

### つつじヶ丘 - 調布
2面4線のつつじヶ丘駅で左に電留線を見送りながら、本線は崖に突き出しながら国分寺崖線を再び下り、柴崎駅の先で野川を越える。そこから地下トンネルに入り、国領駅構内で大きく右にカーブを切る。ここから再び西北西に向きを変え、東京都道11号・狛江通りと地下で交差する。地上時代は踏切で交通が遮断され渋滞がひどかったが、地下化により解消された。布田駅は地下化開業の際にスクリーンドアを採用したため、旅客がホームへ転落するおそれはなくなった。さらに右に曲がって、2面4線（地下2階1面2線下りホーム、地下3階1面2線上りホーム）の調布駅へ入る。

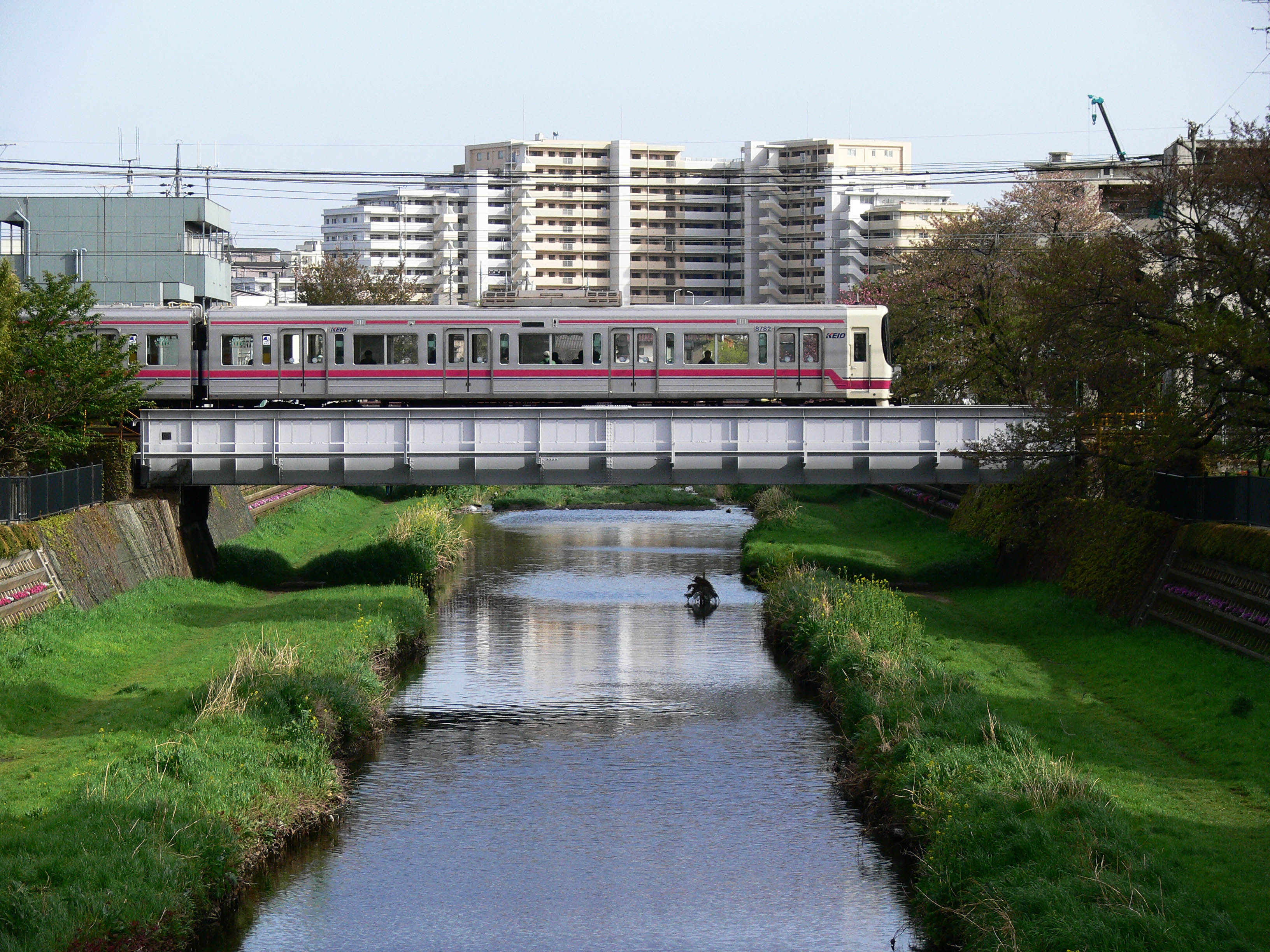
柴崎 - 国領間の野川を渡る8000系

### 調布 - 府中
相模原線とのポイントを通過し相模原線を左に分けると、地上に出る。西調布駅を過ぎて中央自動車道をくぐると右手に味の素スタジアムが見えてすぐが飛田給駅である。左右にカーブを切りながら府中市に入り市道の切り通しを越えて、武蔵野台駅へ。駅端からすぐに土手を上り、市道、西武多摩川線、市道を越え、地上に降りて右にカーブを切って多磨霊園駅へ。このカーブでは京王の曲線制限としては最も高い105 km/h制限の標識が立っているが、京王ライナーや特急など最高速度を出す列車は先行する各駅停車の関係で直後の信号で減速信号に掛かることが多いため、この最高制限速度を出す列車は少ない。続く東府中駅は下り線のみ待避線を持ち、さらにその南隣に競馬場線専用ホームがある。競馬場線を左に分けて旧甲州街道を斜めに横切り、線路も左にカーブを切りそのまま高架へ上ってゆく。小金井街道を越えて2面4線の府中駅に着く。

### 府中 - 聖蹟桜ヶ丘
府中駅を出たらすぐにけやき並木通りと府中街道を跨ぎ、JR武蔵野線（地下）と交差して、大きく左にカーブを切りながら地上に降り、進路は南南西になる。ここで再び旧甲州街道の踏切があり、分倍河原駅へ。この駅の途中で立川崖線があり、ここから南は高架駅となる。その崖線下に沿ってJR南武線のホームがある。市道（ホーム下）と鎌倉街道旧道を越え、地上に降りる。降りきったところで中央道をくぐる。再び右にカーブを切りながら西南西に向かって高架に上がり、中河原駅である。ここで新道と合流した鎌倉街道を再び越える。左にカーブを切り、進路を再び南南西として多摩川を越え、多摩市に入る。右に急カーブを切って聖蹟桜ヶ丘駅である。この駅は古くはカーブの途中にあったが、高架化の折りに駅ホームの一部を直線としている。

### 聖蹟桜ヶ丘 - 高幡不動
ここから川崎街道の北側に沿って走る。野猿街道の一部立体交差を越えると、左から多摩丘陵が迫る。日野市に入り、ここからは多摩丘陵と多摩川の間の狭い平野の南端近くを走ることになる。地平に降りて右、左にカーブを切ると百草園駅。しばらく直線で進むと、右から程久保川が迫り、これを越えると、多摩モノレールの高幡不動駅をくぐる。同時に都道503号相模原立川線と交差する。高幡不動駅は、動物園線用のホーム、線路を入れて3面5線の駅である。

### 高幡不動 - 京王八王子
45 km/hの低速で左にカーブを切り、右折した川崎街道と交差し、さらにその直進方向である北野街道に沿う。左に曲がって南西を向く。さらに左折すると南平駅である。右に曲がって、平山橋を渡る都道155号と交差し、左に曲がると平山城址公園駅である。八王子市に入って、浅川、北野街道に挟まれるように右に大きく曲がり、勾配を上りながら西進すると長沼駅である。その先で北野街道が左から迫り、これと交差する。なお都道を左に見ながら再び上り勾配となり、直進し、右にカーブして湯殿川を渡り、高架2面4線の北野駅となる。国道16号八王子バイパスを越え、直進する高尾線に分かれて右にカーブし、西北西を向く。左から横浜線が迫り、並ぶところで野猿街道の陸橋をくぐる。横浜線を左に分けると、すぐに中央線・八高線の高架をくぐる。左にカーブしながら地下に潜ってゆき、北西を向いて1面2線の京王八王子駅に至る。

## 歴史
京王電気軌道が1913年、笹塚駅 - 調布駅を開通させた。その後、小刻みに延長を繰り返し、新宿追分駅 - 府中駅間を1916年に全通させた。当初、未開業区間の新宿駅 - 笹塚駅、調布駅 - 府中駅 - 国分寺駅はバスで連絡していたが、これは東京で最初のバス営業であった。
新宿 - 八王子間の鉄道は甲武鉄道が1889年に開業し、鉄道国有法により1906年には官設鉄道の中央本線となっていたが、江戸時代までの主要交通路だった甲州街道からはかなり北方に離れ、中野 - 立川間ではむしろ青梅街道や五日市街道に近い武蔵野台地を直線で結んでいたのに対し、この京王電気軌道線は内藤新宿から高井戸宿や布田五宿を経て府中宿まで、甲州街道に沿ってかつての各宿場を結んでいた。
府中駅 - 東八王子駅（現・京王八王子駅）間は、関連会社の玉南電気鉄道により1925年に開業した。同区間は国から補助金を得るため、軌道法に基づく軌道ではなく、地方鉄道法に基づく鉄道として、軌間1067 mmで建設されており、京王と玉南とは直通運転できなかった。玉南は中央本線との競合を理由に結局は補助金を得られなかったため、1926年に京王が玉南を合併。改めて軌道特許を取得して同区間を軌間1372 mmに変更した。新宿追分 - 東八王子間の直通運転が開始されたのは1928年のことである。
京王線の幡ヶ谷駅以東は戦前、甲州街道を走る軌道であった。新宿方の起点は、現在は新宿駅西側の京王百貨店地下2階であるが、古くは新宿駅南口のJRの線路を乗り越えた先の新宿追分（新宿伊勢丹前交差点。現在の新宿三丁目駅付近）であった。1936年、幡ヶ谷より新町までは玉川上水を暗渠とした上に専用軌道を敷設。新宿起点も追分交差点上から脇の四谷新宿駅（のちの京王新宿駅。現在は京王新宿三丁目ビルが立地）に移転した。戦争末期の1945年、現在の新宿 - 初台間に相当する場所にある天神橋変電所が空襲により被災し、電圧低下で新宿駅南口の跨線橋を電車が上れなくなったため、西口の現在の場所に急遽ターミナルが作られた（この場所は東横線新宿延伸計画用の土地だった。詳しくは、東京横浜電鉄新宿延伸計画を参照）。
以降も、新宿駅と文化服装学院前との間、約1 kmは甲州街道上に軌道が敷設されていたが、1953年に道路中央を専用軌道化した。しかし、新宿駅周辺の甲州街道上り線を横切る踏切に遮断機が設けられていなかったことによるトラブルが相次ぎ、また甲州街道自体拡幅の必要に迫られ、京王線軌道敷を移設することになった。こうして新宿駅は1963年4月に現在の地下駅が完成し、同区間が地下化された。同年8月に架線電圧を1500Vに昇圧。京王線の地下化は第二期として翌1964年に初台駅の西側まで延長され、1978年には前記の京王新線開業で新宿 - 笹塚間の複々線化が実現し、その後の1983年には第三期として笹塚駅東側まで地下区間が延長された。京王新線の開業と引き換えに、京王線の各駅停車を含む全列車は初台・幡ヶ谷両駅を通過することになりスピードアップが図られた。
京王線は府中（武蔵国の国府所在地）や金剛寺（高幡不動尊）の門前など、古代からある町を通り、沿線には一定の交通需要があったが、競合する国鉄（現JR東日本）中央本線（国電中央線快速区間）や、関東の他の大手民鉄と比較して輸送力の増強は遅れていた。
しかし、第二次世界大戦後に東京都の多摩地域では都心部のベッドタウンとして人口が急増し、京王グループ自体も京王不動産による住宅開発を含めて行ったことで、京王線の乗車人員は激増した。
さらに1968年、運輸省の都市交通審議会が答申第10号で芦花公園から新宿・市ヶ谷を経由して住吉町に至る「東京10号線」計画を示し、同年中の建設省告示で西側の出発地が調布、1975年の同審議会第15号答申では橋本へと延伸され、京王線は京王新線・都営新宿線・相模原線の各線と一体での輸送力強化が図られた。
1971年からは多摩ニュータウンへの入居が開始され、当初は聖蹟桜ヶ丘駅で京王電鉄バスとの接続、1974年の相模原線京王多摩川 - 京王多摩センター間延伸開業後は新宿 - 調布間での直通電車運転により、ニュータウン住民の主要通勤路として京王線が相模原線と共に利用された。
このため、京王帝都電鉄（1998年に京王電鉄へ改称）は、1963年に特急運転開始、1970年に全線複線化を行った。さらに、上記の新宿地区で行った専用軌道化・地下化や京王新線の建設以外でも、各駅ホームの延長や京王八王子駅の地下化、調布駅周辺での地下化と相模原線との平面交差解消など、列車の増発や長編成化を実現するための設備投資を続け、輸送力の増強を進めた。

### 年表
- 1913年（大正2年）
  - 4月15日 - 京王電気軌道笹塚 - 調布間 (12.1 km) 開業[12]。
  - 10月11日 - 代々幡 - 笹塚間 (1.3 km) 開業[12]。
- 1914年（大正3年）
  - 4月8日 - 幡代小学校前 - 代々幡間 (0.3 km) 開業[12]。
  - 6月11日 - 代々木 - 幡代小学校前間 (0.7 km) 開業[13]。
  - 11月19日 - 新町 - 代々木間 (0.6 km) 開業[13]。
- 1915年（大正4年）
  - 3月31日 - 葵橋 - 新町間 (0.4 km) 開業[13]。
  - 5月1日 - 停車場前 - 葵橋間 (0.4 km) 開業[13]。
  - 5月30日 - 新宿追分（新宿三丁目） - 停車場前間 (0.1 km) 開業[13]。
- 1916年（大正5年）
  - 9月1日 - 調布 - 飛田給間 (1.8 km) 開業[14]。
  - 10月31日 - 飛田給 - 府中間 (4.2 km) 開業[14]。
- 1917年（大正6年） - 火薬庫前駅を松原駅に、上北沢駅を北沢駅に、下仙川駅を仙川駅に改称。布田駅開業。
- 1918年（大正7年）5月1日[15][16] - 松沢駅開業。
- 1919年（大正8年）9月 - 代々木駅を神宮裏駅に、改正橋駅を初台駅に改称。
- 1920年（大正9年）
  - 3月27日 - 笹塚 - 上高井戸（芦花公園）間複線化[17]。
  - 4月5日 - 上高井戸 - 烏山（千歳烏山）間複線化[17]。
  - 4月15日 - 金子（つつじヶ丘） - 調布間複線化。
  - 6月25日 - 烏山 - 金子間複線化[17]。
- 1923年（大正12年）5月1日 - 調布 - 府中間複線化[18]。
  - 9月1日-3日 - 関東大震災により送電不能運転休止。9月4日より再開[18]。
- 1925年（大正14年）
  - 3月24日 - 玉南電気鉄道府中 - 東八王子間 (16.3 km) 開業（地方鉄道）[19]。
  - 5月1日 - 停車場前駅を葵橋駅と統合し新宿駅南口側に移転。
- 1926年（大正15年）
  - 4月28日 - 北沢車庫前駅開業。
  - 12月1日 - 玉南電気鉄道を合併（登記上では12月27日[20]）[21][22]。
- 1927年（昭和2年）
  - 6月1日 - 府中 - 東八王子間 (16.3 km) 改軌工事完成（地方鉄道を廃止し軌道として開業）[23]。
  - 10月28日 - 新宿追分駅を新宿ビルディング[注釈 9]に移転[23]。
  - 12月17日 - 仙川 - 調布間を甲州街道南側に移設。
- 1928年（昭和3年）
  - 5月22日 - 新宿追分 - 東八王子間直通運転開始[24]。
  - 12月11日 - 屋敷分駅を分倍河原駅に改称[注釈 10]。
- 1929年（昭和4年）
  - 3月12日 - 分倍河原駅を南武鉄道（現・南武線）交差地点に移転。
  - 4月1日 - 関戸（聖蹟桜ヶ丘） - 北野間複線化[25]。
  - 4月7日 - 府中 - 中河原間複線化[25]。
  - 8月7日 - 烏山駅を千歳烏山駅に改称。
- 1930年（昭和5年）3月6日  - 新宿追分駅を四谷新宿駅に改称。
- 1932年（昭和7年）
  - 12月8日 - 多磨駅を市公園墓地前駅に改称。
  - 12月10日 - 北沢駅を上北沢駅に改称。
- 1933年（昭和8年）8月11日 - 北沢車庫前駅を京王車庫前駅に改称。
- 1934年（昭和9年）1月19日 - 代々幡駅を幡ヶ谷本町駅に改称。
- 1935年（昭和10年）
  - 2月8日 - 松原駅を帝都電鉄（現・井の頭線）交差地点に移転し明大前駅に改称。
  - 11月12日 - 臨時競馬場前駅開業。
- 1936年（昭和11年）
  - 6月（日付不詳） - 幡ヶ谷から旧幡代小学校駅までの甲州街道上の併用軌道を、玉川上水を暗渠化した専用軌道に移設。
- 1937年（昭和12年）
  - 5月1日 - 四谷新宿駅を京王新宿駅に、停車場前駅を省線新宿駅前駅に、京王車庫前駅を桜上水駅に、市公園墓地前駅を多磨霊園駅に、関戸駅を聖蹟桜ヶ丘駅に、百草駅を百草園駅に、高幡駅を高幡不動駅に改称。
  - 9月1日 - 幡ヶ谷本町駅を幡代駅に、松沢駅を八幡山駅に、上高井戸駅を芦花公園駅に、八幡前駅を東府中駅に改称。
- 1938年（昭和13年）3月25日 - 下高井戸駅を日大前駅に改称。
- 1939年（昭和14年）
  - 天神橋駅廃止[16]。
  - 7月21日 - 神宮裏駅を西参道駅に改称。
- 1940年（昭和15年）10月26日 - （旧）東府中駅を統合し臨時競馬場前駅を東府中に改称。
- 1944年（昭和19年）
  - 5月31日 - 陸上交通事業調整法により、東京急行電鉄に合併され、同社の経営となる。
  - 6月1日 - 日大前駅を下高井戸駅に改称。
- 1945年（昭和20年）
  - 5月25日 - 山の手大空襲で京王新宿駅と天神橋変電所が被災。電圧低下で新宿駅南口の跨線橋の坂を電車が上れなくなり、京王新宿 - 新町間を休止。
  - 7月24日 - 新宿起点を新宿ビルディングから新宿西口の現在地に移転。新宿駅までの運転再開。旧線上にあった省線新宿駅前駅に加え、新宿 - 初台間の新町駅、西参道駅、初台 - 幡ヶ谷間の幡代駅廃止。
  - 10月1日 - 軌道法による軌道から地方鉄道法による地方鉄道に変更。
- 1948年（昭和23年）6月1日 - 大東急解体に伴う再編により京王帝都電鉄が分離独立し、同社の路線となる。
- 1953年（昭和28年）7月10日 - 新宿から旧新町駅までの甲州街道上の併用軌道を移設し、専用軌道化。
- 1955年（昭和30年）9月11日 - 平山駅を平山城址公園駅に改称。
- 1957年（昭和32年）5月15日 - 金子駅をつつじヶ丘駅に改称。
- 1959年（昭和34年）6月1日 - 上石原駅を西調布駅に、車返駅を武蔵野台駅に改称。
- 1963年（昭和38年）
  - 4月1日 - 新宿地下駅営業開始。同駅 - 文化服装学院前付近0.6 kmを地下化。
  - 8月4日 - 架線電圧を1500 Vに昇圧。
  - 10月1日 - 新宿 - 東八王子間に特急の運転を開始。
  - 12月11日 - 八王子市の都市計画道路建設に伴い、東八王子駅を新宿側に120m移設し、京王八王子駅に改称。
- 1964年（昭和39年）
  - 4月21日 - 中河原 - 聖蹟桜ヶ丘間複線化。
  - 6月7日 - 環状六号線を含む初台駅付近の連続立体交差事業が完成し、新宿 - 初台間1.7 kmが地下化。
- 1965年（昭和40年）9月14日 - 初台 - 幡ヶ谷間の初台5号踏切で遮断機が故障、児童1人が電車にはねられ死亡。踏切には警手が不在中で、初台4号踏切と連動する仕組みとなっていたが故障していた[26]。
- 1968年（昭和43年）
  - 4月1日 新宿駅 - 桜上水駅間にATSを設置し、使用開始[27]。
  - 12月28日 桜上水駅 - 高幡不動駅間にATSを設置し、使用開始[28]。
- 1970年（昭和45年）6月3日 - 北野 - 京王八王子間複線化、京王線全線複線化。
- 1978年（昭和53年）10月31日 - 新宿（新線新宿） - 笹塚間複々線化（京王新線開通）[7]。初台駅、幡ヶ谷駅が新線に移転。
- 1979年（昭和54年）10月3日 - 武蔵野台駅の踏切（飛田給11号踏切）にて、トラックから落ちた重機に初代5000系同士が衝突した重機との二重衝突事故が発生し、重機に乗り込んでいた1名が死亡[注釈 11]。
- 1980年（昭和55年）3月16日 - 都営地下鉄新宿線開通、相互直通運転開始。
- 1983年（昭和58年）7月10日 - 旧初台付近 - 笹塚間の上り線が地下化。7月17日には下り線も地下化[29]。
- 1989年（平成元年）4月2日 - 京王八王子駅地下化[30]。
- 1990年（平成2年）10月27日 - 長沼 - 北野間高架化[31]、北野駅構内は暫定開業のため単線化。
- 1992年（平成4年）
  - 2月29日 - 北野駅が全面完成し、複線に戻る[32]。
  - 5月28日 - 相模原線直通の特急の運転を開始[33]。これに伴い、特急「陣馬号」・「高尾号」の愛称とヘッドマークが廃止。
- 1998年（平成10年）7月1日 - 経営会社が京王電鉄に改称[34]。
- 2001年（平成13年）3月27日 - 準特急の運転を開始[35][36]。相模原線特急を廃止[36]。
- 2011年（平成23年）
  - 3月13日 - 動物園線との直通運転を休止（※東日本大震災の影響）。
  - 7月2日 - 特急の運転を休止（※東日本大震災の影響）。
  - 9月23日 - 特急の運転、動物園線への直通運転、都営地下鉄新宿線直通急行の運転を再開。
  - 10月2日 - 京王形ATSによる地上信号機の自動閉塞式から、京王ATCによる車内信号式に変更[37]。
- 2012年（平成24年）8月19日 - 柴崎 - 西調布間地下化。ダイヤ改定により、特急の設定が一時的になくなる。
- 2013年（平成25年）2月22日 - ダイヤ改定で特急を再設定、相模原線直通特急も復活。駅ナンバリングを導入[38]。
- 2015年（平成27年）9月25日 - ダイヤ改正で準特急が京王八王子、相模原線に運転拡大[39]。
- 2018年（平成30年）2月22日 - ダイヤ改正で新宿駅 - 京王八王子駅・橋本駅間にデュアルシート車の5000系による座席指定列車「京王ライナー」の運転を開始[40][41]。
- 2021年（令和3年）10月31日 - 国領駅付近で京王線刺傷事件が発生。
- 2022年（令和4年）
  - 3月12日 - ダイヤ改正で特急の停車駅を従来の準特急の停車駅に変更し、準特急を廃止[42][43]。
  - 3月15日 - 国土交通省から笹塚駅 - 仙川駅間連続立体交差事業の認可期間の延伸を告示[44]。2030年度末まで[44]。

### 過去のダイヤ改正/改定
過去の京王線のダイヤ改正/改定について記述する。
- 1992年（平成4年）5月28日ダイヤ改定
  - 相模原線特急を新設[45]。
  - 京王線特急を終日10両編成化。
  - 急行停車駅につつじヶ丘を追加。平日朝上りに運転されていた通勤急行を急行に統合して廃止[45]。
- 2001年（平成13年）3月27日ダイヤ改定[35]
  - 調布以西で特急の最高速度を110 km/hに引き上げ[46]。
  - 準特急を新設し[36]、高尾山口発着の急行を置き換え[46]。
  - 相模原線特急を廃止し、急行に変更[46]。都営新宿線直通とする[46]。
  - 各停を毎時9本から毎時6本に減便[46]。快速停車駅に八幡山・仙川を追加[46]。
  - シーズンダイヤに行われてきた新宿 - 多摩動物公園・高尾山口間の急行列車の分割運用が廃止。
- 2003年（平成15年）12月1日ダイヤ改定[47]
  - 高尾山口発のみだった平日朝上り急行を京王八王子と相模原線からも設定。
  - 17 - 19時台の相模原線急行を20分間隔から10分間隔に増発。
- 2006年（平成18年）9月1日ダイヤ改定[48]
  - シーズンダイヤを廃止[48]。
  - 調布駅付近地下化工事に伴う徐行運転のための時刻修正[48]。
  - 土休日の準特急を高尾線内各停に変更（準特急北野行き、北野から各停高尾山口行き）[48]。
  - ワンマン区間を除くすべての列車を10両編成または8両編成に統一。
    - 一部を除く都営新宿線への直通列車を10両編成化[48]。

  - 特急分割運用を廃止。
- 2010年（平成22年）3月19日ダイヤ修正[49]
  - 相模原線ATC化（3月26日）による時刻修正。6000系が相模原線から撤退。
  - 相模原線快速と同線内運転の各停を10両編成化。
- 2011年（平成23年）
  - 3月11日ダイヤ改定
    - 平日6時台の京王八王子発上りに“早朝準特”を3本設定。
    - 改定当日に東日本大震災が発生。当日は終日にわたってダイヤ乱れが発生し、電力供給が不安定なため、翌日以降も本数を減らしての運行となった。
    - 3月13日には動物園線との直通運転を休止。

  - 7月2日ダイヤ修正（節電ダイヤ実施による）
    - 高尾山口発の“早朝準特”設定。計4本体制となる。
    - 日中の都営線直通を急行から快速に変更。京王線新宿発着は快速から急行になる。
    - 平日12 - 15時、特急を準特急に変更し北野 - 京王八王子間運転の各停を運休（特急が休止状態に）。
    - 平日12 - 15時、準特急は高幡不動から各停に変更。各停は高幡不動以西運休。
    - 平日12 - 15時、急行は相模原線内各停に変更。相模原線内運転の各停は運休。
    - 動物園線・競馬場線が40分間隔となる。
    - その他一部列車が両数変更や運休となる。

  - 9月23日ダイヤ修正（節電ダイヤ終了による）
    - 特急の運転、動物園線への直通運転、都営地下鉄新宿線直通急行の運転を再開。
    - 節電ダイヤの“早朝準特”4本体制は継続。

  - 10月2日 全線ATCの使用開始による時刻修正
- 2012年（平成24年）8月19日ダイヤ改定（調布駅付近地下化による暫定ダイヤ）
  - 特急の設定が再び消滅。
  - 調布止まりの上り列車をつつじヶ丘まで回送して折り返しに変更。
  - 地下化された国領駅・布田駅・調布駅のホームドア稼動に伴う時刻修正。
  - 各駅停車が早朝深夜帯を除く終日にわたって飛田給駅で準特急の通過待ちを行う。
- 2013年（平成25年）2月22日ダイヤ改定[50][51]。
  - 特急を再設定。停車駅に分倍河原と北野を追加。
  - 相模原線直通特急設定。相模原線内の停車駅は急行と統一。
  - 日中の高尾線優等列車を平日は特急、休日は準特急とする。
  - 通勤快速を区間急行に名称変更。終日運転されるようになる。
  - 準特急の停車駅に京王片倉・山田・狭間を追加し、高尾線内は各駅に停車とする。
  - 快速の停車駅に西調布・飛田給・武蔵野台・多磨霊園を追加し、調布以西は各駅に停車とする。
  - 相模原線で日中の各停（区急・快速）が10分間隔になり、調布で特急・準特急と接続。日中の相模原線内運転の各停は消滅。
  - 深夜時間帯に特急を新設。平日・土休日ダイヤとも京王線新宿駅0時25分発まで設定される。
  - 新宿発着の最終電車を最大45分繰り下げて、新宿駅の最終電車を平日・土休日ダイヤとも0時30分発とする。
  - 飛田給駅での各駅停車の通過待ちは平日朝・夕夜間と休日夕方を除いて廃止。
- 2015年（平成27年）9月25日ダイヤ改正[39]。
  - 今回から「改定」ではなく「改正」という表現に変更した。
  - 準特急の停車駅に笹塚と千歳烏山を追加。
  - 準特急の運転区間を拡大。京王八王子発着が復活し、相模原線にも設定。
  - 平日に早朝の上り1本のみだった準特急が早朝に上り3本、日中に毎時6往復、夜に毎時3往復増発（日中・夜は特急からの置き換え）。
  - 準特急がこの改正から笹塚発着に変更となった都営新宿線直通の急行（都営新宿線内急行）と接続。
  - 区間急行の停車駅に仙川を追加。
  - 平日夕方の本八幡・大島発急行調布行き（調布から各停高尾山口行き）を本八幡発区間急行調布行き（調布から各停高尾山口行き）に変更。
  - 日中の相模原線快速と平日夜の快速高尾山口行きを都営新宿線直通に変更（前者は14年ぶりに復活）。
  - 平日夕方の都営新宿線からの各停笹塚行きを八幡山行きに延長。
  - 新宿駅の終電時刻を延長し、最終電車を平日・土休日ダイヤとも0時34分発とする。
  - 平日日中の各停高尾山口行きの一部を高幡不動行きに変更。高幡不動で始発の各停高尾山口行き（6両編成）に接続。
- 2016年（平成28年）9月16日ダイヤ改正[52]。
  - 平日朝の上り都営新宿線直通列車の運行開始時刻を繰り上げ。
  - 平日の高尾山口発の特急・準特急の運行時刻を16時台から17時台まで延長。
  - 平日夕方以降の新線新宿発の急行・区間急行・快速がすべて10両編成となる。
- 2018年（平成30年）2月22日ダイヤ改正[40]。
  - 京王ライナーを新設。
  - 駅などの案内表示において、途中駅で種別変更する列車の行先欄には、種別変更する駅ではなく最終行先を表示するよう変更。
  - 平日朝の上り準特急を6本増発（京王八王子発・橋本発・京王多摩センター発を各2本ずつ）。
  - 平日朝に京王多摩センター発の都営新宿線直通列車を1本増発。
  - 平日夕方以降に下り準特急を19本増発。
  - 平日深夜に都営新宿線から相模原線直通列車を3本増発。
  - 平日・土休日ともに新宿発の終電時刻を延長。最終列車を平日・土休日ダイヤとも0時35分発とする。
  - 都営地下鉄の車両は新たに北野 - 京王八王子間に入線を開始し、これにより都営地下鉄の車両の運転区間が京王線全線に拡大した。
- 2019年（平成31年）2月22日ダイヤ改正[53]。
  - 朝の上り京王ライナーを3 - 4本増発（京王八王子発・橋本発を各2本、うち京王八王子発は土休日は1本のみ）。
  - 土休日の下り京王ライナーを2本増発（16時台・22時台の橋本行）。
  - 京王ライナーの号数表示を変更（京王八王子行きは1 - 30号、橋本行きは31 - 60号で表示）。
  - 平日朝の急行2本を準特急に変更（橋本発・京王多摩センター発の各1本）。
- 2020年（令和2年）
  - 2月22日ダイヤ改正[54]。
    - 京王ライナーを朝の上り3本・夕夜間の下り4本それぞれ増発（土休日は朝の上り橋本発が1本減少）。
    - 土休日の下り京王ライナーを1本増発（23時発の橋本行き）。
    - 平日朝の準特急2本を増発（京王八王子発・高尾発の各1本）。

  - 10月30日ダイヤ修正[55]。
    - 6月1日から当面の間運転していた平日朝の上り京王ライナー臨時列車3本のうち、京王八王子発の2本を定期化して運行継続。
    - 平日の下り京王ライナーのうち、6月1日より当面の間運休していた深夜の2本（0時台の京王八王子行と橋本行）を廃止して19時台に2本増発。さらに18時台の橋本行を1本増発。
    - 深夜時間帯を中心に種別・行先を見直し、京王線新宿発22時台の特急・準特急は12分間隔から15分間隔での運行に変更。
- 2021年（令和3年）
  - 1月20日 新型コロナウイルス感染症緊急事態宣言発出に伴い、新宿駅発の終電の一部の運転を3月12日まで取りやめ[注釈 12][56][57]。
  - 3月13日ダイヤ改正。
    - 新宿発の終電時刻を繰り上げ。京王線新宿駅発の最終列車が平日・土休日とも0時18分発の準特急（高幡不動から各停京王八王子行き）となった。

  - 10月30日 土休日の京王ライナー・Mt.TAKAO号の停車駅に明大前駅を追加（ただし上りは降車のみ、下りは乗車のみの扱い）。
- 2022年（令和4年）3月12日ダイヤ改正[42][43]。
  - 特急と準特急を統合。停車駅は準特急と同一とし、種別名は「特急」に統合される。
  - 平日朝ラッシュ時間帯の運行本数の適正化による定時性の向上。
  - 土休日の日中の相模原線京王多摩センター - 橋本間の運転種別・本数の見直し。
  - 土休日の日中の動物園線を等間隔で運転。
  - 平日の京王ライナーの停車駅に明大前駅を追加（ただし上りは降車のみ、下りは乗車のみの扱い）。
  - Mt.TAKAO号の通年運行化。
  - 新宿 - 京王八王子間の夜間の特急の一部を急行に格下げ。
- 2023年（令和5年）3月18日ダイヤ改正[58]。
  - 京王ライナー（平日は新宿着8時台2本、夜間に橋本行き3本、土休日は夕方に京王八王子行き・橋本行き各1本）、Mt.TAKAO号（土休日14時台に高尾山口発1本）を増発。
  - 夜間の運転本数の見直し。
- 2024年（令和6年）3月16日ダイヤ改正[59]。
  - 京王ライナーを平日朝に京王多摩センター発1本、夕夜間に橋本行き2本、土休日朝に橋本発着1往復増発。これに伴い平日の京王線新宿発16時40分から22時20分まで京王ライナーが20分間隔運転となる。
  - 平日朝、高尾山口6時59分発の急行が区間急行に格下げ。それに伴い高尾7:00発の各駅停車北野行きが廃止。
  - 平日の京王線新宿駅を17時20分から19時までに発車する各駅停車が全て10両編成に変更。それに伴い高尾線内完結の各駅停車が夕方にも出現。
  - 平日、土休日ともに夜間の高幡不動駅を21時30分以降に発車する特急列車は高幡不動以西各駅停車に変更。
  - 平日、土休日ともに高尾山口発着の特急を減便。
- 2025年（令和7年）3月15日ダイヤ改正[60]。
  - 京王ライナー（平日朝は橋本・京王八王子発各1本、土休日は橋本行き3本）を増発、高尾山口発着を新設（平日朝に上り1本、平日夜と土休日朝に下り各1本）。
  - Mt.TAKAO 1号を京王ライナーに種別変更。
  - 朝・日中時間帯の一部列車の種別を変更。
  - 平日日中の新宿 - 京王八王子間の特急所要時間を短縮（上下線とも最速約41分）。
  - 平日日中の運行パターンを変更（八幡山で特急の通過待ちをしていた快速を調布および新宿まで先行）。
  - 新宿を発車するすべての優等列車を10両編成で運行。

## 運転

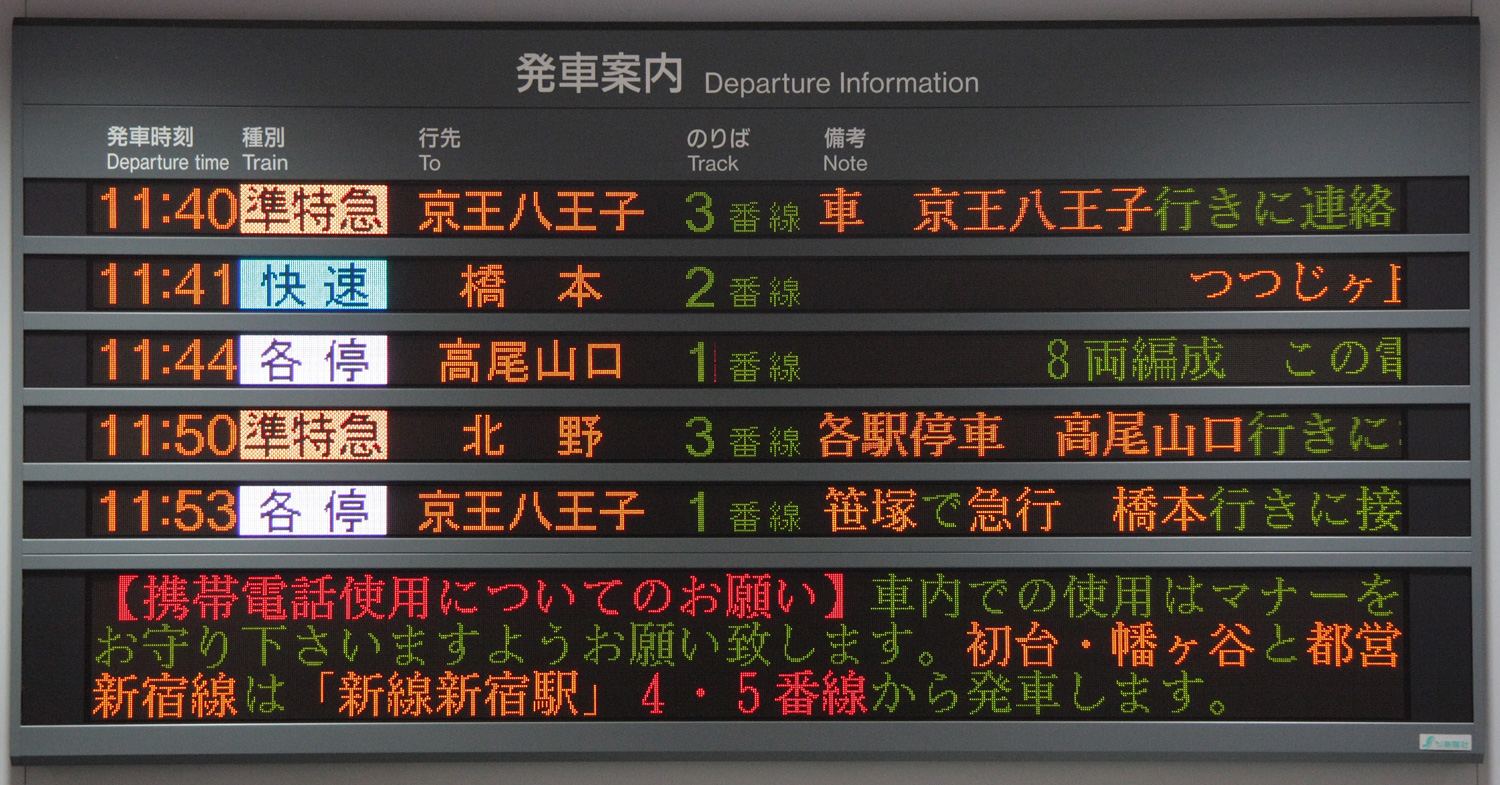
2013年2月22日ダイヤ改正前の京王線新宿駅の発車案内

京王電鉄の基軸となる路線であり、京王線と並ぶ幹線である相模原線や支線である高尾線、相互乗り入れを行う都営地下鉄新宿線への直通列車も多数運転される。なお、相模原線直通列車については、「京王相模原線」を参照されたい。
多様な列車種別と緩急結合に配慮したダイヤ、かつ最高速度110 km/h（新宿駅 - 調布駅間は105 km/h）の高速運転の実施によって、東京の副都心である新宿と多摩地域の間での都市間輸送にも対応している。
2001年のダイヤ改定でそれまでの高尾山口駅発着の急行にかわって準特急が設定され、京王線新宿駅 - 調布駅・府中駅間をそれまでの京王八王子駅発着の特急と同じ所要時間で結ぶ列車が1時間あたり6本に増えた。さらに、2013年2月22日のダイヤ改定以降、平日・土休日ともに1時間あたり6本の京王八王子駅・高尾山口駅発着の特急の間に20分間隔で橋本駅発着の特急が設定され、土曜・休日は高尾山口駅発着が準特急となった。これにより、日中の新宿駅 - 調布駅間を最速で結ぶ列車は1時間9本となっている。2015年9月25日のダイヤ改正で日中の橋本駅発着と平日の京王八王子駅発着の特急は準特急に変更された。準特急は2022年3月12日のダイヤ改正で特急に統合された。
2018年2月22日のダイヤ改正で初の座席指定列車である京王ライナーが設定された。
新宿駅 - 京王八王子駅・高尾駅間は中央線と競合し、高速運転によるサービス向上も実施されているが、平日ラッシュ時には相模原線からの直通列車と京王線列車双方の多数の列車が調布駅 - 新宿駅間で運行されており、複々線区間が短い（笹塚駅 - 京王線新宿駅・新線新宿駅間のみ）こともあり、所要時分が長くなってしまう不利な面も持ち合わせている。
平日、土休日の各ダイヤは、基本的に大きく朝、昼・夜間、深夜に分けられ、早朝を除く朝間は不規則ながらほぼ10分間隔、昼・夜間20分間隔（ただし特急と準特急、急行と区間急行と快速を同一視すればほぼ10分間隔といえる）、深夜は12分間隔（高幡不動駅以西の終電間際の時間帯については24分間隔）である。昼・夜間は、昼間・夕方・夜間に細分できる。なお2006年（平成18年）8月までは、土休日ダイヤがオフダイヤ（1 - 3・7・8・12月）とシーズンダイヤ（4 - 6・9 - 11月）に分けられていた。
近年のダイヤ改定により、1本の列車を2つ以上の種別・行先で運行するダイヤが多くなった。2018年2月22日のダイヤ改正以降、このような列車の行先は最終的な終着駅を表示したまま変更せず、途中駅で種別の表示のみ変更している。2018年2月21日までは行先はその種別で運行する区間の終点を表示し、その駅の到着時に新たな行先と種別の表示を両方変更していたが、上りの都営新宿線直通快速・区間急行（本八幡行・大島行）に関しては現在と同じく行先は変更せず、新線新宿駅で種別のみを各駅停車に変更していた。例として2015年9月25日ダイヤ改正時点で種別・行先変更がある列車としては以下のものがあった。
- 平日朝・夕方以降に運行されていた橋本発急行 新線新宿行は、新線新宿駅から（都営新宿線）各停 本八幡行となった。
その逆はこの例に当てはまらず、（都営新宿線）本八幡発出発時から各停 橋本行で運行し、新線新宿駅からは急行、区間急行、快速のいずれかの種別に変更した。
- 深夜に運行されていた新宿発特急 高幡不動行は高幡不動駅から各停 京王八王子行となった。

2013年2月22日のダイヤ改定で都営新宿線内は各駅停車と急行の2本立てとなった関係で京王の旅客向け路線案内では快速・区間急行は新線新宿駅から各駅停車になる旨の備考が記されている。

### 列車種別

#### 京王ライナー

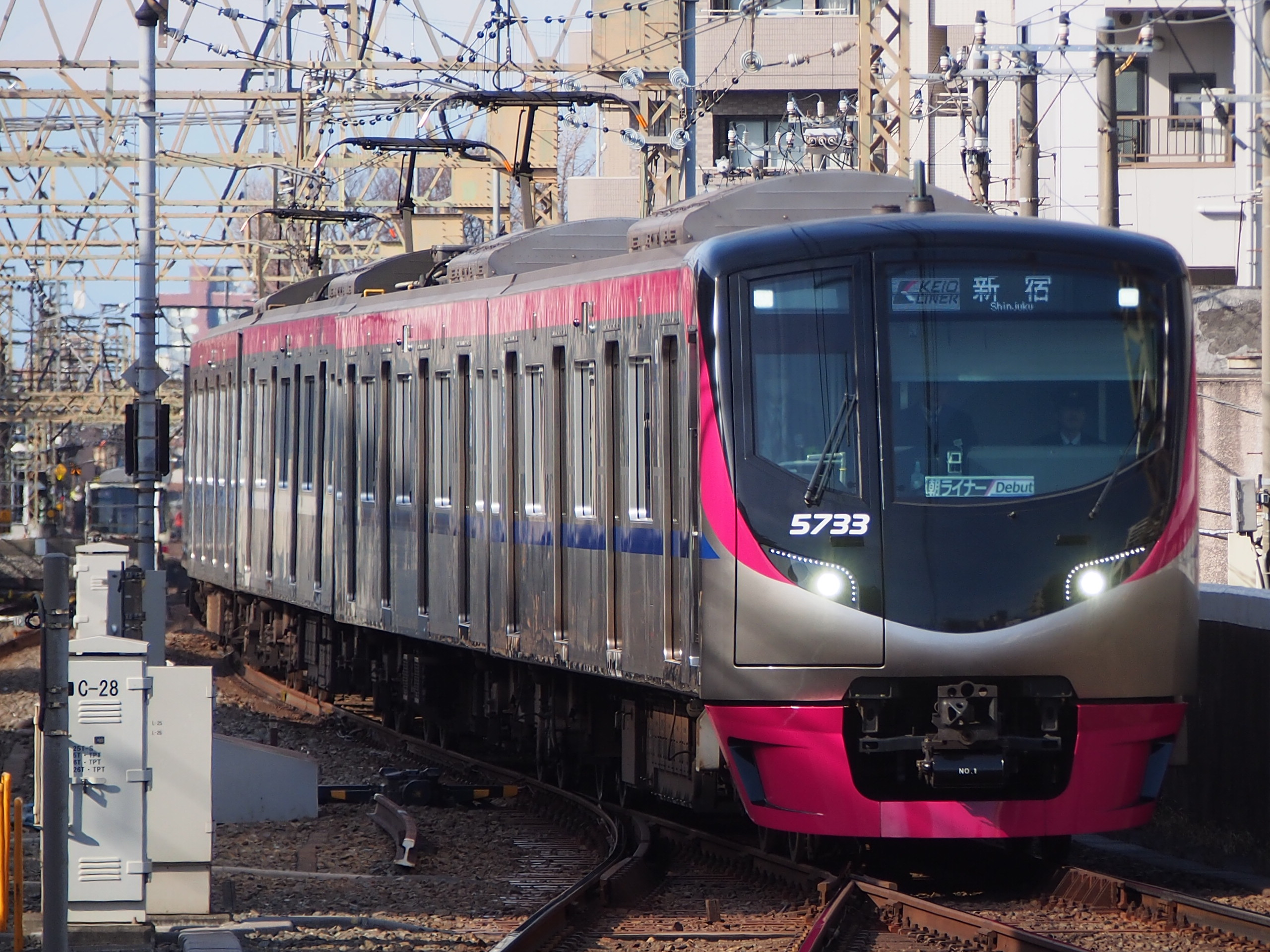
2019年2月22日からは、京王線新宿行きの京王ライナーも設定された

京王線新宿駅 - 京王八王子駅・橋本駅間で運転される京王電鉄初の有料座席指定列車。
京王線新宿駅発の下り列車は平日ダイヤでは16時40分発から23時20分発まで、土曜・休日ダイヤでは15時20分発から23時発まで設定されている。2019年2月22日以降は、朝に新宿駅着の上り列車も運行されている。2023年3月18日のダイヤ改正から平日ダイヤは1番線、土休日ダイヤは2番線から発車する。
全列車が京王5000系（2代目）で運行される。京王ライナーでの運行時にはロングシートからクロスシートになり、車内の照明も暖色系のものとなる。乗車には座席指定券410円が必要だが、下り列車については府中駅及び相模原線京王永山駅以遠の停車駅から乗車する場合は、座席指定券無しで乗車できる。
2018年11月以降は、京王線新宿駅 - 高尾山口駅間に座席指定列車「Mt.TAKAO号」も運転されている。当初は臨時列車であったが、2022年3月12日以降は土休日運行の定期列車となった。

#### 特急

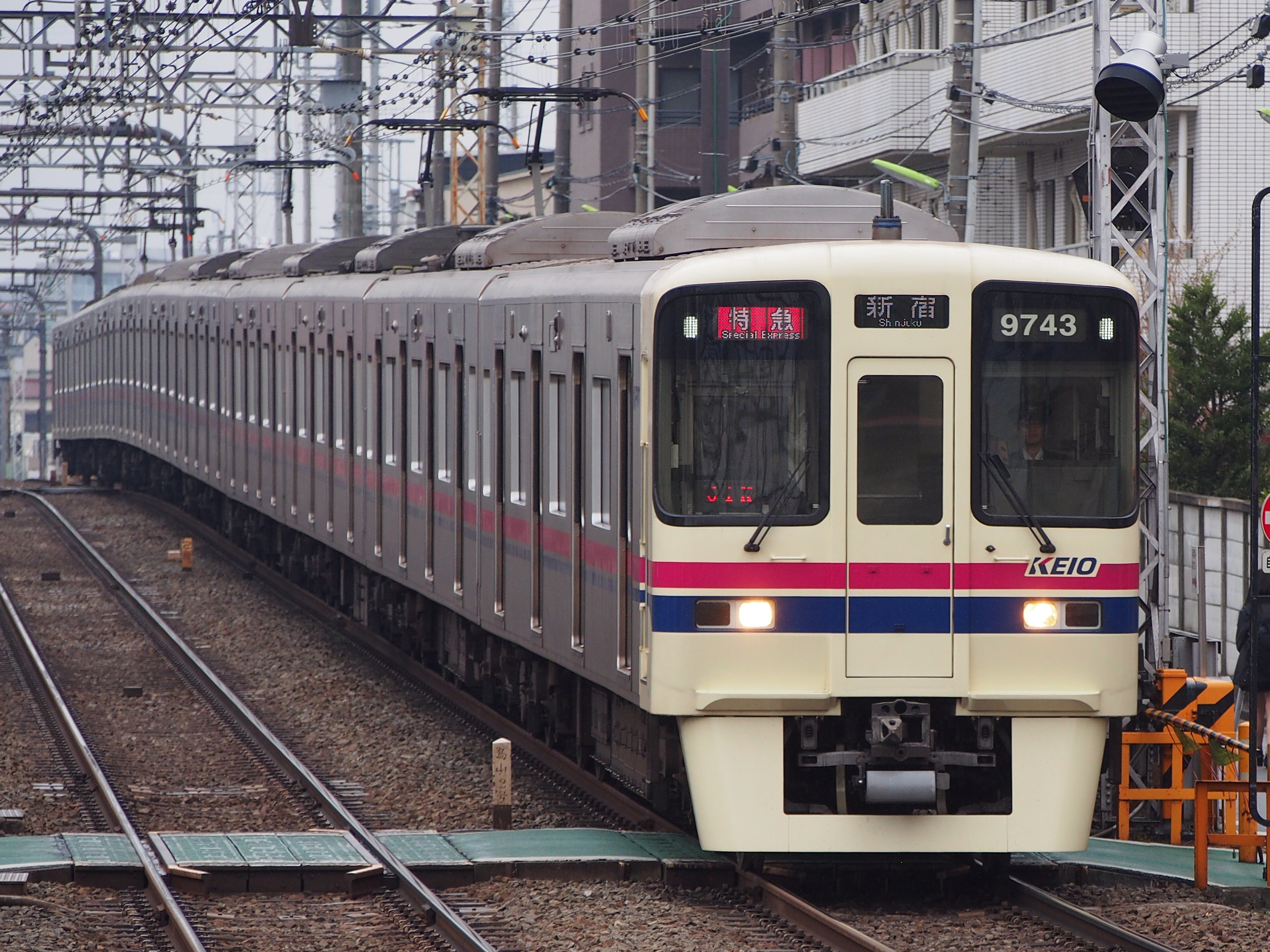
9000系地下鉄直通対応車の特急 京王線新宿行き（2018年2月22日、千歳烏山）

京王線の路線図ではピンク（■ #ca2d73）、英語では「Special Express」と表記される。
京王線新宿駅発着の折返しで運転される。ダイヤの乱れが発生しない限り京王電鉄の車両のみで運転される。
1963年（昭和38年）から定期運転を開始し、当初新宿駅 - 京王八王子駅（当時の東八王子駅）間最速40分運転で設定された。5000系（初代）時代に最高速度105 km/hへの引き上げと最速所要時間35分への短縮（当時は分倍河原駅・北野駅は通過していた）が行われ、2001年3月の改定で調布駅 - 北野駅 - 京王八王子駅間の最高速度110 km/hへの引き上げと最速34分化（上り最速35分）が行われた。その後、府中方面を走る特急については、シーズンダイヤの分割併合と運転パターンの違いにより所要時間が延び、2006年9月のダイヤ改定で調布駅地下化工事に伴う徐行運転のため最速所要時間はさらに増加し時刻表上の最速所要時間（分単位）は下り37分、上りは39分となった。2013年ダイヤ改定以後の最速所要時間（分単位）は上り38分、下り36分、日中の標準所要時間は上り下り共に42分である。1992年から2001年3月のダイヤ改定までは現在と停車駅が異なる相模原線系統の特急も運転されていた。
現行ダイヤでは京王線新宿駅 - 京王八王子駅間・京王線新宿駅 - 高尾山口駅間・京王線新宿駅 - 橋本駅間の3系統が運行されている。その他にも平日朝には京王多摩センター発京王線新宿行きが運行されている。最速達列車の京王ライナーには土休日夕方から夜間の京王八王子行き一部列車が調布で抜かれる。また途中駅で種別が変わる列車も運行されており、朝・夜には京王線新宿駅 - 高幡不動駅間が特急、高幡不動駅 - 京王八王子駅・高尾山口駅間が各駅停車になる列車がある。途中駅で種別が変わる列車については2018年2月22日ダイヤ改正より最終的な行き先を常時表示し種別のみを変える形となったため、表示は例えば下り列車の場合『特急｜京王八王子』→ 高幡不動駅から『各停｜京王八王子』などといった形となっている。2018年2月21日までは行き先と種別の表示は両方変えられ、表示も『特急｜高幡不動』→『高幡不動から各停京王八王子行』といった形で切り替えて表示しており、「京王線新宿駅発高幡不動駅行き、高幡不動駅より各停京王八王子駅行き」といった形で案内されていた。
平日朝ラッシュ上りの最混雑時間帯（調布駅基準7:20 - 8:00頃発）は運転されず、代わりに区間急行・急行が運転される。
1982年11月からは順次10両編成車両が充当され、1992年のダイヤ改定で京王八王子系統については、同年に導入された8000系10両（6両+4両）編成に統一された。2001年3月の改定以降は再び他系列も使用されるようになり、現在では全列車が京王電鉄の車両の全車種の10両編成で運転される。9000系30番台に関しては、2013年2月22日のダイヤ改定で都営新宿線直通列車と運用がリンクしていた昼間時の相模原線内折り返し各停が廃止されたことで、都営乗り入れ車の必要な運用が削減されたため特急で運用される機会が増えたが、2015年9月25日のダイヤ改正で都営乗り入れ車の運用が増加したため特急で運用される機会が減少した。これは都営新宿線直通を除く10両編成で運行される他の種別でも同様である。ただし、ダイヤが大幅に乱れたときは8両編成で運行されることがある。
2001年3月のダイヤ改定により新種別の準特急が設定されて以降、多くの特急ダイヤは準特急に種別が変更された。東日本大震災に伴う2011年夏の節電ダイヤではすべての特急が一旦運行休止になり、電力需給の改善に伴う節電ダイヤ終了後の同年9月23日のダイヤ修正で土休日の京王線新宿駅 - 高尾山口駅間の1往復のみ復活したものの、2012年8月19日のダイヤ改定でこの1往復も準特急へ種別が変更され再び運行休止となった（この間にも多客対応に伴う飛田給発京王線新宿行の臨時特急が運転された。2013年1月1日には京王線新宿発高尾山口行の臨時特急「迎光」号が下り1本のみ運転された）。2013年2月22日のダイヤ改定で特急の運行を再開したが、京王線内については分倍河原駅・北野駅が停車駅に加わり、実質的にそれまでの準特急が特急に種別を変更されたものである。また、このダイヤ改定により相模原線系統の特急も復活した（調布より先の相模原線内は急行と同じ停車駅である）。2022年3月12日のダイヤ改正では笹塚駅・千歳烏山駅が停車駅に加わったほか、高尾線内が各駅停車となったため、改正前までの準特急と同じ停車駅となり、これに伴い準特急が廃止された。また、同年4月以降の土休日には、競馬開催日に不定期で府中競馬正門前始発の列車も運行されているほか、競馬非開催日は調布始発として運行されている。
2006年までは、土曜・休日シーズンダイヤでの高幡不動駅で連結・切り離しを行う京王線新宿駅 - 京王八王子駅・高尾山口駅間の運転、1992年までは一部の特急に「陣馬」（京王線新宿駅 - 京王八王子駅間）・「高尾」（京王線新宿駅 - 高尾山口駅間）と愛称を付与したこともあった。

#### 急行

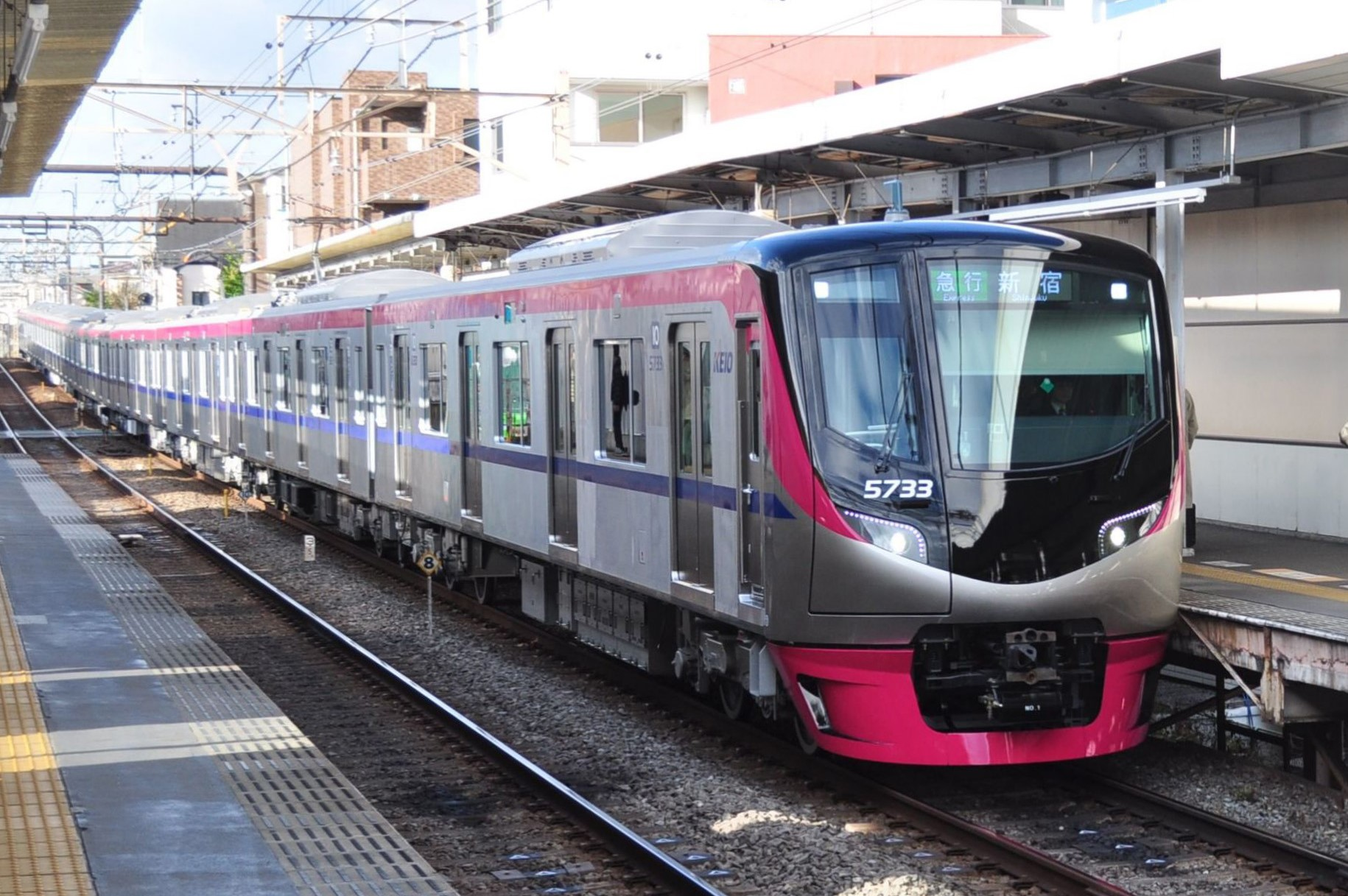
5000系による急行

京王線の路線図ではグリーン（■ #0ca73d）、英語では「Express」と表記される。
2013年2月のダイヤ改定までは日中も運行していたが、現在は朝晩を中心に運行される。通勤急行の種別があった1992年まではつつじヶ丘駅を通過していた。
多くの列車は10両編成で運行されるが、京王線新宿駅着の一部列車や府中競馬正門前発の臨時急行の一部は8両編成で運行される。2006年9月のダイヤ改定で都営新宿線直通列車の大部分が10両編成となった（それまでは都営新宿線直通列車は8両での運転であった）ため、10両編成での運転本数が増加した。都営新宿線が2022年8月に10両編成に統一されるまでは、都営地下鉄の車両を用いた8両編成の運用も存在した。
京王・高尾線系統の急行は現在、平日朝の京王線新宿発京王八王子行が4本（うち1本は高幡不動から各駅停車）、京王八王子発京王線新宿行が4本、高尾山口発京王線新宿行が1本、京王線新宿発高幡不動行が1本、高幡不動発京王線新宿行が1本、平日夜の京王線新宿発京王八王子行が5本（うち2本は高幡不動から各駅停車）、京王八王子発京王線新宿行が15本（うち3本は高幡不動まで各駅停車）、土休日朝の京王線新宿発京王八王子行が1本、京王八王子発京王線新宿行が2本、土休日夜の京王八王子発京王線新宿行が4本（うち3本は高幡不動まで各駅停車）設定されている。
2001年3月までは昼間でも京王線新宿駅 - 高尾山口駅間で夕方ラッシュ時を除き運行され京王八王子発着の特急を補完していたが、この系統は2001年3月のダイヤ改定で準特急に種別が変更された。2013年の改定前までは、土休日夜間の一部列車が京王八王子駅まで急行として運行される以外は京王線新宿駅 - 高幡不動駅間の運転となるが、ほぼすべての列車が高幡不動駅から各駅停車京王八王子行として直通運転していた。また、土休日の早朝にも京王線新宿駅 - 高幡不動駅間は急行、高幡不動駅からは各停高尾山口行の列車が存在していた。
2022年3月のダイヤ改正では、高尾線内で特急と急行の逆転が発生して、新宿駅 - 高尾山口駅間の特急と急行の停車駅数が同じとなった。
かつて、土休日に多数設定されていた新宿駅 - 多摩動物公園駅間の急行列車（動物急行）も2001年3月のダイヤ改定以降に急激に削減され、土休日の午後に3本設定されていた多摩動物公園駅発新宿行の上り急行列車も2013年2月のダイヤ改定で廃止された。このほか、2001年3月のダイヤ改定までは土休日のシーズンダイヤに新宿 - 多摩動物公園・高尾山口間の分割運用も設定されていた。2020年改正で都営新宿線本八幡始発となった。そして2021年3月のダイヤ改正で多摩動物公園行きが廃止された。
かつて、京王線新宿発高尾山口行と本八幡発高尾山口行の急行列車も土休日朝に設定されていたが、本八幡発は2022年3月のダイヤ改正で廃止され、京王線新宿発も2023年3月のダイヤ改正で廃止された。そのため、高尾山口駅 - 新宿駅間は平日朝のみの設定となった。2013年2月22日のダイヤ改定から2015年9月25日のダイヤ改正までは、平日夕方に都営新宿線発調布行から調布発各駅停車高尾山口行となる列車も都営地下鉄の車両（8両編成・10両編成）の運用で設定されていた。
臨時列車としては、東京競馬場での競馬開催日の夕方には府中競馬正門前発新線新宿行が運転される。元日の終夜運転では高尾山口行の急行が3本設定されており、京王線新宿発は「迎光号」、都営新宿線発は「迎光かがやき号」と称していたが、2019年より「迎光号」の名称を京王ライナーに譲ったため列車名なしの急行となった。2022年・2023年・2024年の終夜運転では急行は運行されなかった。
相模原線系統の急行は、2013年2月22日改定以前はほぼ終日にわたり運行されており、その多くは都営新宿線に直通していた。平日の朝夕は新宿線内は各駅停車となり、この場合は上りは急行の新線新宿行（新線新宿駅から各駅停車本八幡行）、下りは橋本または京王多摩センター行となり新宿線内は「各停」として案内されていた。日中は20分間隔で都営線内でも急行運転を行った。現在は京王線新宿駅 - 橋本駅間、都営新宿線 - 橋本駅間の2種類の系統が設定されているが、運行はいずれも平日の朝夕のみである。平日朝は、下りが京王線新宿駅発の2本と都営新宿線からの4本、上りが京王線新宿行と都営新宿線直通1本ずつ設定されている。平日夕方は、上りが京王線新宿行1本と都営新宿線直通の毎時2 - 3本程度、下りが都営新宿線直通の毎時3本設定されており、下りの一部は京王多摩センターから各停となり、種別変更を2回行う。
2011年3月11日の東日本大震災および発電所停止に伴う電力事情悪化により半年近くに渡り新宿線内での急行運転が中止され、同年夏の節電ダイヤでは日中の急行は快速と入れ替わる形で京王線新宿駅 - 橋本駅間での運転となっていたが、9月23日からは新宿線内での急行運転が本格的に再開されたことに伴い日中の急行は再び本八幡駅 - 橋本駅間での運行となった。また、朝や夕方以降には京王線新宿駅 - 京王多摩センター駅・橋本駅間の急行も運行される。2012年8月19日のダイヤ改定で夕方の都営新宿線直通急行については、一部を除いて快速（相模原線内急行）へ種別が変更された。2013年2月22日の改定で、都営新宿線直通の日中の急行は京王線内は「区間急行」（停車駅は2013年2月21日までの通勤快速と同じ） に置き換わった。このため現行ダイヤでは平日・土休日ともに唯一昼間時の運転がない種別となっている。
平日朝・夕方以降に運転される橋本始発新線新宿行は、新線新宿まで前面表示器で『新線新宿』と『本八幡まで先行（2013年2月21日まで）』を、側面表示器で『急行｜新線新宿』→『新線新宿から各停本八幡行』→『本八幡まで先に到着（2013年2月21日まで）』・『都営新宿線直通（2013年2月22日から）』をそれぞれ交互に表示されていた。

#### 区間急行

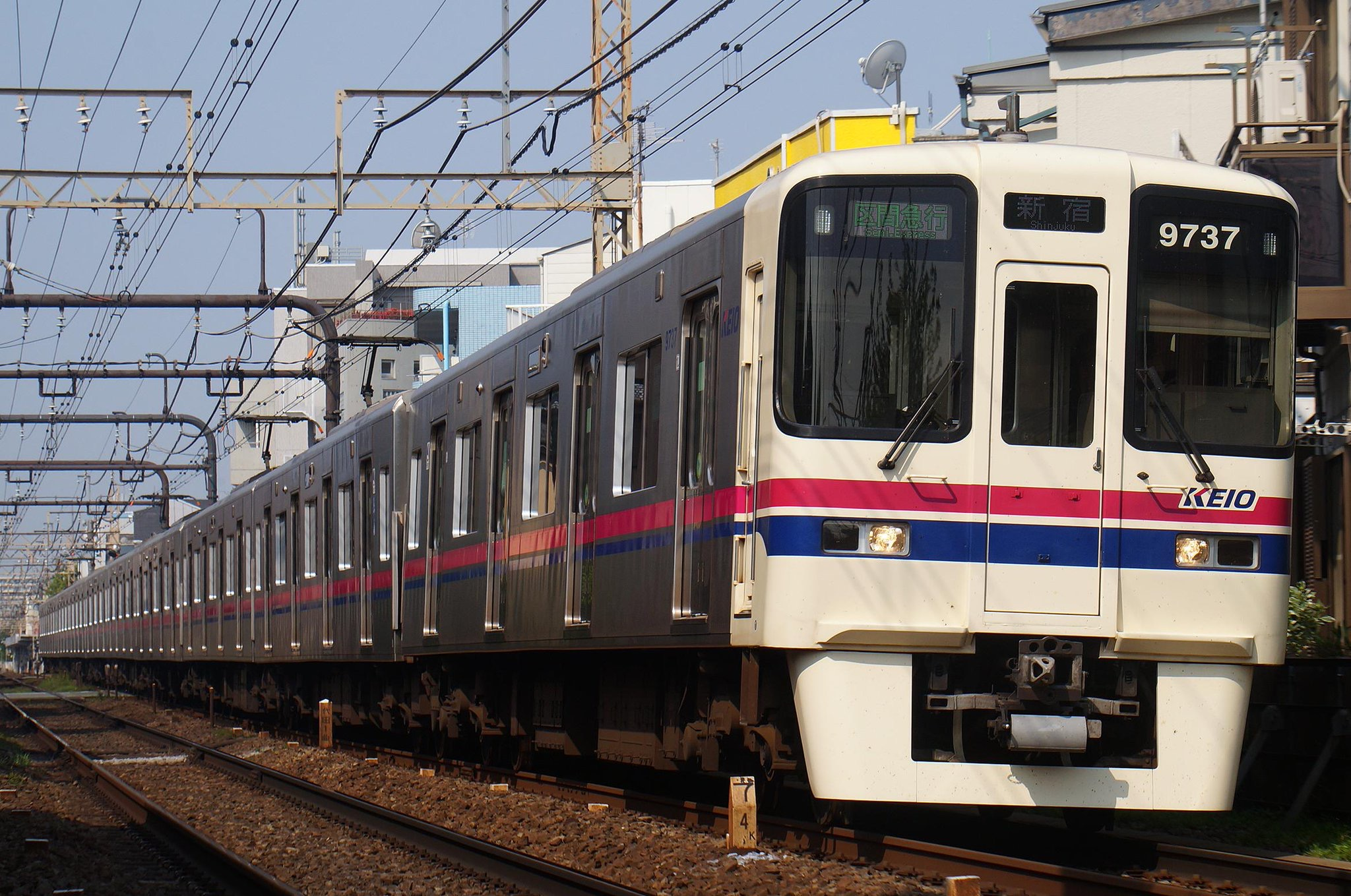
9000系による区間急行

京王線の路線図ではオリーブ（■ #cfbc30）、英語では「Semi Express」と表記される。
2013年2月22日のダイヤ改定により新設された種別であり、当初はダイヤ改定前の「通勤快速」と同一の停車駅で、通勤時間帯以外にも運転されている。2013年改定から2015年9月25日改正までは、新宿駅 - 調布駅間は急行と停車駅が同じだったが、2015年改正以降は、京王線新宿駅 - 東府中駅間（相模原線直通列車は京王線新宿駅 - 調布駅間）は急行停車駅と仙川駅に停車し、その他は各駅に停車するようになった。
2024年3月改正のダイヤでは、原則として都営新宿線 - 京王多摩センター駅・橋本駅間の系統で運行されており、日中は1時間あたり3本が設定されている。朝と深夜には京王線新宿駅 - 京王多摩センター・橋本駅間の列車が設定されている。
京王線内のみで運転される列車は平日朝の上りに設定されている京王八王子駅発、高尾山口駅発、高幡不動駅発、つつじヶ丘駅発の京王線新宿駅行き各1本のみである。
高尾山口駅発着列車は2020年10月30日のダイヤ修正で一度廃止されていたが、2024年3月16日のダイヤ改正で復活した。2015年9月25日のダイヤ改正から2020年10月30日のダイヤ修正までは、平日夕方に都営新宿線本八幡発調布行から調布発各駅停車高尾山口行となる列車（西調布・飛田給・武蔵野台・多磨霊園にも停車）が都営地下鉄の車両（8両編成・10両編成）や9000系30番台の運用で設定されていた。
多くの列車が10両編成で運行されるが、平日朝のつつじヶ丘発新宿行は8両編成で運行される。都営新宿線が10両編成で統一されるまでは都営新宿線直通のうち、都営地下鉄の車両が使われる運用の一部も8両編成であった。

#### 快速

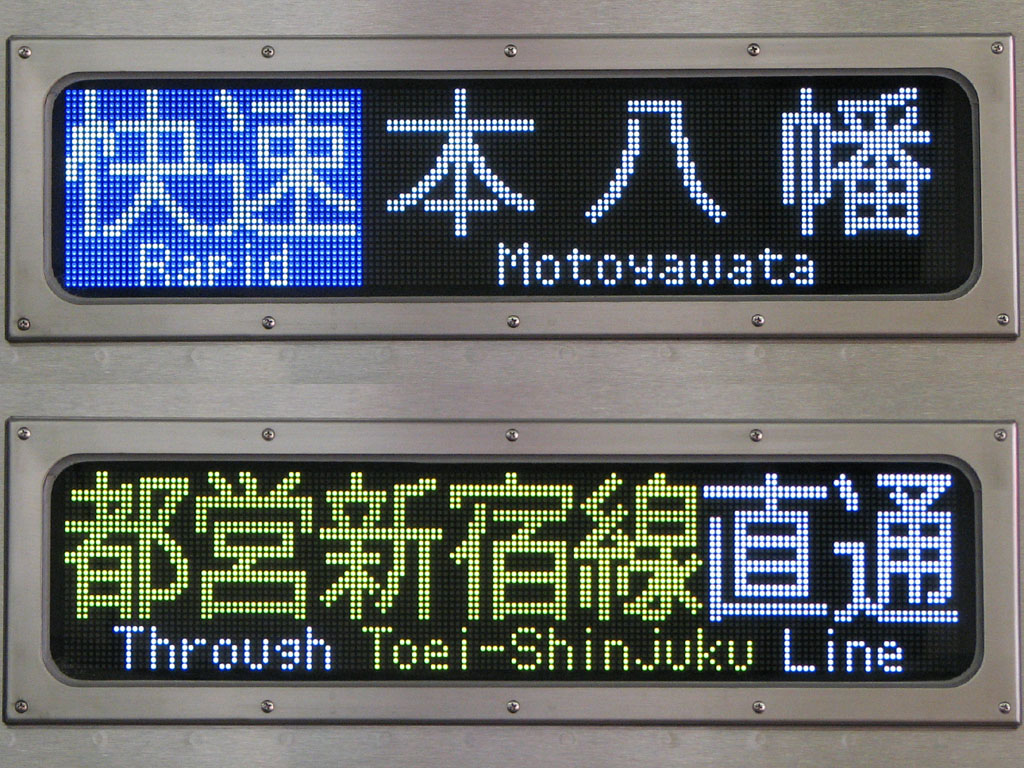
9030系のフルカラーLED表示

京王線の路線図ではブルー（■ #394471）、英語では「Rapid」と表記される。
東八王子（現在の京王八王子）行と停車駅が異なる京王多摩川行の急行（下高井戸駅とつつじヶ丘駅にも停車）が快速と改められたことで生まれた種別である。
2001年のダイヤ改定で各駅停車が削減され、この代替として八幡山駅・仙川駅の2駅が停車駅に加えられた。その後、2013年2月のダイヤ改定で停車駅に西調布駅、飛田給駅、武蔵野台駅、多磨霊園駅が追加され、調布駅以西は各駅に停車するようになった。
相模原線系統の快速は、平日の朝と夕方・夜間以外はほぼ終日運行されている一方、京王・高尾線系統の列車で運行されているのは平日は下りの1本、土休日は上りの1本のみである。また、新宿駅発着列車は朝と夜間のみの運行であり、ほとんどが都営新宿線直通である。都営新宿線直通快速は60kmほどの長距離を走るが、全区間で通過するのはわずか6駅である。それでも大半の列車はつつじヶ丘駅で各駅停車を追い越す（停車駅は後述）。上位種別に追い抜かれる快速もあり、2003年の改定までは通勤快速に抜かれる快速も設定されていた。このような場合、所要時間は各駅停車とほぼ同じである。2013年2月のダイヤ改定以前は日中は京王線新宿駅 - 橋本駅間では上位種別の列車に抜かれることなく先着していた（ただし調布駅で後発の準特急に追いつかれた）が、この改定で相模原線特急が復活したため昼間でも調布駅で相模原線特急に抜かれるダイヤとなった。2015年9月のダイヤ改正以降は八幡山駅で準特急の通過待ちをするダイヤとなった。現在では八幡山駅で特急の通過待ちをしている。また、土休日の夕方では桜上水駅でも待避を行なっている。2025年3月15日改正のダイヤでは、平日の昼間が笹塚駅 - 調布駅間で先着するようになった。
震災および各発電所の停止に伴う2011年夏の節電ダイヤで新宿線内の急行が運転休止になり、日中の急行が京王線新宿駅発着となる代わりに快速が本八幡駅発着となった。2011年9月23日以降は再び京王線新宿駅発着の運転に戻されていたが、2015年9月25日ダイヤ改正で再度本八幡駅発着となった。
2015年9月25日改正以前のダイヤでは、都営新宿線 - 橋本駅間の設定は少なく、多くが京王線新宿駅 - 橋本駅間の運転であった。その例外として、2012年8月19日改定で京王線新宿駅 - 京王八王子駅間の列車が、2013年2月22日改定で京王線新宿発高尾山口行（平日朝は京王車8両、平日夕夜間は京王車10両）が設定された。また、2013年2月22日改定から2015年2月27日変更までは新宿発高幡不動行（京王車8両）も1本運転されていた。2013年2月以前は平日の夕方以降は本八幡駅 - 調布駅間での運転となり、調布駅 - 橋本駅間は同じ車両で急行に種別変更して運転していた。
2015年9月25日改正以降のダイヤでは、多くが相模原線系統の都営新宿線 - 橋本駅間の列車として設定されている。2015年9月25日改正のダイヤでは、土休日のみ京王線新宿発橋本行も朝に3本、夜に7本の合計10本が、橋本発京王線新宿行も夜に11本が設定されていた。また、本八幡発京王多摩センター行（都営車8両、平日も土休日も運転）、本八幡発若葉台行（都営車10両、平日のみ）や、橋本発つつじヶ丘行も設定されていた。一方、京王・高尾線系統は平日の夕方を中心に本八幡発高尾山口行、高尾山口発本八幡行、高尾山口発つつじヶ丘行が運転されていた。また、高幡不動発都営新宿線直通本八幡行が2本（都営車8両・9000系30番台）、朝には京王線新宿発高尾山口行（京王車8両）が1本設定された（現在も京王車10両で設定されている）。京王八王子発着は廃止された。ちなみに調布方面からのつつじヶ丘駅折り返しがある理由は2012年8月に調布駅の地下化で同駅での折り返しができなくなったためである。
2020年2月22日改正のダイヤでは、京王線新宿発京王八王子行が平日朝に1本設定されたが、高幡不動発着・高尾山口発は廃止された。
2022年3月12日改正のダイヤでは、平日朝の京王線新宿発高尾山口行が1本増発されたが、京王八王子発着は再び廃止された。
2025年3月15日改正より、土休日の夜に高幡不動発本八幡行きが1本設定された。この列車は都営車で運転される。
都営新宿線直通本八幡方面の快速・区間急行は新宿線内各駅に停車するため、新線新宿駅に到着する時に「各駅停車」に種別を変更する。
かつては8両編成の運用が多かったが、都営新宿線直通は2006年9月改定で、京王線新宿発着は2010年3月改定でそれぞれ大部分が10両化された。現在では一部列車のみが8両編成で運行される。

#### 各駅停車
京王線の路線図ではグレー（■ #878787）、英語では「Local」と表記される。
京王線新宿駅を発着する列車は初台駅・幡ヶ谷駅はホームがないため通過する。かつてホーム長の関係から2600系・2700系3両編成の列車は八幡山駅を通過していた。
平日昼間と土休日は京王線新宿駅 - 京王八王子駅間の列車と京王線新宿駅 - 高尾山口駅間の列車が10分間隔で交互に（※一部時間帯、高幡不動駅で乗り継ぐ設定がある）、平日夕ラッシュ時は京王線新宿駅 - 高尾山口駅間の列車が10分間隔で運転されるパターンを基本とし、一部の下り列車は高幡不動行・京王多摩センター行・橋本行として運転される。2024年3月16日のダイヤ改正で、夜間の各駅停車は基本的に高幡不動発着での運転となり、特急や急行が高幡不動駅 - 京王八王子駅間の各駅に停車することで補完している。2006年9月のダイヤ改定までは平日の夕方以降も京王線新宿駅 - 京王八王子駅間の列車と京王線新宿駅 - 高尾山口駅間の列車を交互に運転していたが、京王八王子駅発着のすべての列車が準特急となり、各駅停車は京王線新宿駅 - 高尾山口駅間のみの運転となった。2013年2月22日のダイヤ改定から2020年2月22日のダイヤ改正までは、平日の夕方以降は新宿駅 - 橋本駅間の列車が10分間隔で運転されるパターンであった。
また、高幡不動駅で新宿方面の特急と接続する高尾山口駅発着列車に接続して北野駅 - 京王八王子駅間の列車も平日ダイヤの日中時間帯に運行されていたが、2011年7月の節電ダイヤを機に京王八王子駅発着の特急が準特急へ種別が変更されたため廃止された。ラッシュ時や深夜には桜上水駅・つつじヶ丘駅・調布駅・府中駅・高幡不動駅・北野駅発着や相模原線直通の若葉台駅・京王多摩センター駅・橋本駅発着の列車も運転される。また途中で種別が変わる列車も設定されている。早朝には京王八王子発高幡不動行から高幡不動発特急・準特急京王線新宿行となる列車が設定されていたほか、平日夕方には都営新宿線本八幡発区間急行調布行から調布発高尾山口行となる列車が都営地下鉄の車両（8両編成・10両編成）や9000系30番台の運用で設定されていた。これらの列車は、2018年2月22日改正より、始発駅から実際の行き先を案内する方式に改められた。
都営新宿線との直通列車は大半が笹塚駅発着であるが、平日15時台には桜上水駅発の列車もある。また、朝には本八幡・大島駅 - 橋本駅間を各駅停車で運行する列車があるほか、高尾山口発の本八幡行が平日土休日に1本、京王八王子発の本八幡行が平日に1本ある。2015年9月25日の改正から2018年2月22日の改正までは平日夕方に八幡山駅発着の列車も設定されていたが、笹塚駅発着に短縮された。2018年改正のダイヤでは、本八幡駅発京王八王子駅行の列車も平日朝に1本設定されていた。この京王八王子行きは都営車10両の運用であった。その後、都営車の10両の京王八王子乗り入れは2024年3月16日の改正で京王八王子発大島行きとして復活した。2020年2月22日の改正からは高尾駅発の列車が設定された。高幡不動発は2018年2月22日改正で休日夜に設定され、現在は平日朝に1本設定されている。
基本的に8両または10両編成、都営新宿線直通は全て10両編成で運行される。かつて、高幡不動以西のみ運転するいわゆる"区間各停"は6両または4両編成にて運転されていたり、2005年3月改定までは土休日に6000系7両があった。この"区間各停"は2015年9月25日のダイヤ改正により6両編成で復活したが、2020年2月22日のダイヤ改正で再び廃止されている。
京王線の各駅停車は多くが京王線新宿駅 - 高尾山口駅・京王八王子駅・橋本駅間と全線を通す形で運転されるが、実際にはその途中で何度も特急・準特急・急行・区間急行・快速といった急行系列車の接続および通過待ちを行い、単一駅で数分間停車し複数列車の待避を行うことも少なくないため、走行距離と比べて長い所要時間を要する。これは旅客が各駅停車と急行系列車を乗り継ぐことを前提にダイヤが組まれており急行系列車の速達性を重視していることによる。
種別表示は準特急が新設された2001年3月以前は車両は無表示で、駅の発車標は「普通」と表示されていた。

### 過去の列車種別

#### 特別直行
四谷新宿駅から御陵線の御陵前駅まで月に一度運転されていた。雨天時は運休であり料金は往復のみの発売で通常の半額であった。

#### ハイキング特急
休日のみの運転で途中停車駅は明大前駅・調布駅・東府中駅・府中駅・分倍河原駅・聖蹟桜ヶ丘駅・高幡不動駅・平山城址公園駅・北野駅で、東府中以西が各駅停車であった当時の急行より5分速かった。多摩動物公園への輸送のため高幡不動行も運転されたことがある。後に下高井戸駅が停車駅に追加されたが、特急の定期運転開始により消滅した。

#### 準急
設定時期は不明確ではあるが、戦前（1931年）には運行されていた。1931年当時の停車駅は以下の通り。
- 京王新宿駅・停車場前駅・初台駅・笹塚駅・松原駅（現：明大前駅）・下高井戸駅・北沢車庫前駅（現：桜上水駅）・千歳烏山駅・仙川駅・国領駅・調布駅（以西各駅）

戦後は初台駅を通過するようになる。その後も停車駅には細かな変更が続いたが、1963年10月1日のダイヤ改定で快速に置き換えられる形で廃止された。

#### 通勤急行
平日朝の上り列車のみ運転していた。京王新線の開通により通勤急行が通勤快速とともに笹塚駅に停車するようになってからは急行と通勤急行の違いは、つつじヶ丘駅に停車するか否かだけであった。1992年に急行のつつじヶ丘駅停車により統合され、消滅した。ダイヤ改定よりも営業開始の時期が若干早かったことから8000系もほんの3週間程度通勤急行の運用に就いていたことがある。

#### 特急（相模原線系統・通称「橋本特急」、1992 - 2001）
1992年5月28日から2001年3月27日までの間にも相模原線系統の特急が運転されていた。新宿駅 - 橋本駅間を速達で結ぶため、途中停車駅は明大前駅、調布駅、京王多摩センター駅と少なく、調布駅での各停への接続廃止後は相模原線の大半の駅では利用できなくなった。新宿駅 - 調布駅間で急行（平日の夕方は通勤快速）の後追いとなり、この区間の途中停車駅は明大前駅だけにも関わらず実質的に急行と同等の所要時間を要することもあって、2001年3月のダイヤ改定で停車駅を見直して急行に種別を変更し、調布で京王・高尾線系統の特急か準特急と接続する形に修正し廃止した。その後、2013年2月のダイヤ改定で復活したが、停車駅は見直され、新宿駅 - 調布駅間は従来の特急と同じく明大前駅のみ停車し、調布駅から先の相模原線内は急行と同じになっている。
登場時は主に京王・高尾線系統の急行系列車を8000系として区別するため6000系を中心とした運用だった。1995年に8000系の8両編成が登場した後にはそれを中心としていたが、時には7000系も運用に就き、末期には登場したばかりの9000系も運用に就いていた。

#### 通勤快速
英語では「Commuter Rapid」。駅構内の行先表示装置や京王線の路線図、フルカラーLEDを搭載した京王車の種別表示では、青地に白で「通勤快速」と表示（車両側面は「通快」と省略表示）。3色LEDを搭載した都営車では、黒地に緑で「通勤快速」と表示するが、3色LED（種別行先一体表示）を搭載した都営車（10-300形、および10-300R形）、3色LED（前面表示は種別行先別表示、側面表示は種別行先一体表示）を搭載した都営車（10-000形）の側面では、「通快」と省略表示されていた。方向幕は、2013年2月のダイヤ改定直前までは京王車（7000系）と都営車（10-000形の一部）では白地に青で「通勤快速」、都営車（10-000形）では紺地に赤で「通勤快速」と表示されていたが、改定直前に方向幕が交換され、京王車はフルカラーLED車と同じく青地に白で「通勤快速」、都営車では白地に青の「通勤快速」の表示も見られた。
平日の朝ラッシュ時に京王・高尾線系統と都営新宿線 - 相模原線系統で、平日深夜には新宿駅→橋本駅間で3本、新宿駅→京王八王子駅間で1本運転されていた。新宿駅 - 東府中駅間は急行と同じ停車駅であり、その他は各駅に停車していた。京王新線開通までは笹塚駅を通過していたほか、1992年のダイヤ改定までは高尾線内にも通過駅が存在していた。途中駅で特急や準特急に抜かれる列車もあった（主に朝下り）。
平日の朝ラッシュ時と深夜帯での運転のため、ほとんどが10両編成での運転だが、朝の都営新宿線直通の一部列車は都営車8両で運転されていた。かつては夕方ラッシュ時にも京王線新宿駅 - 高尾山口駅間で運行されていたが、2001年3月のダイヤ改定で京王八王子発着の準特急に変更されている。
2013年2月のダイヤ改定で種別名称を「区間急行」へ変更した上で、通勤時間帯以外にも運行されるようになった。

#### 準特急

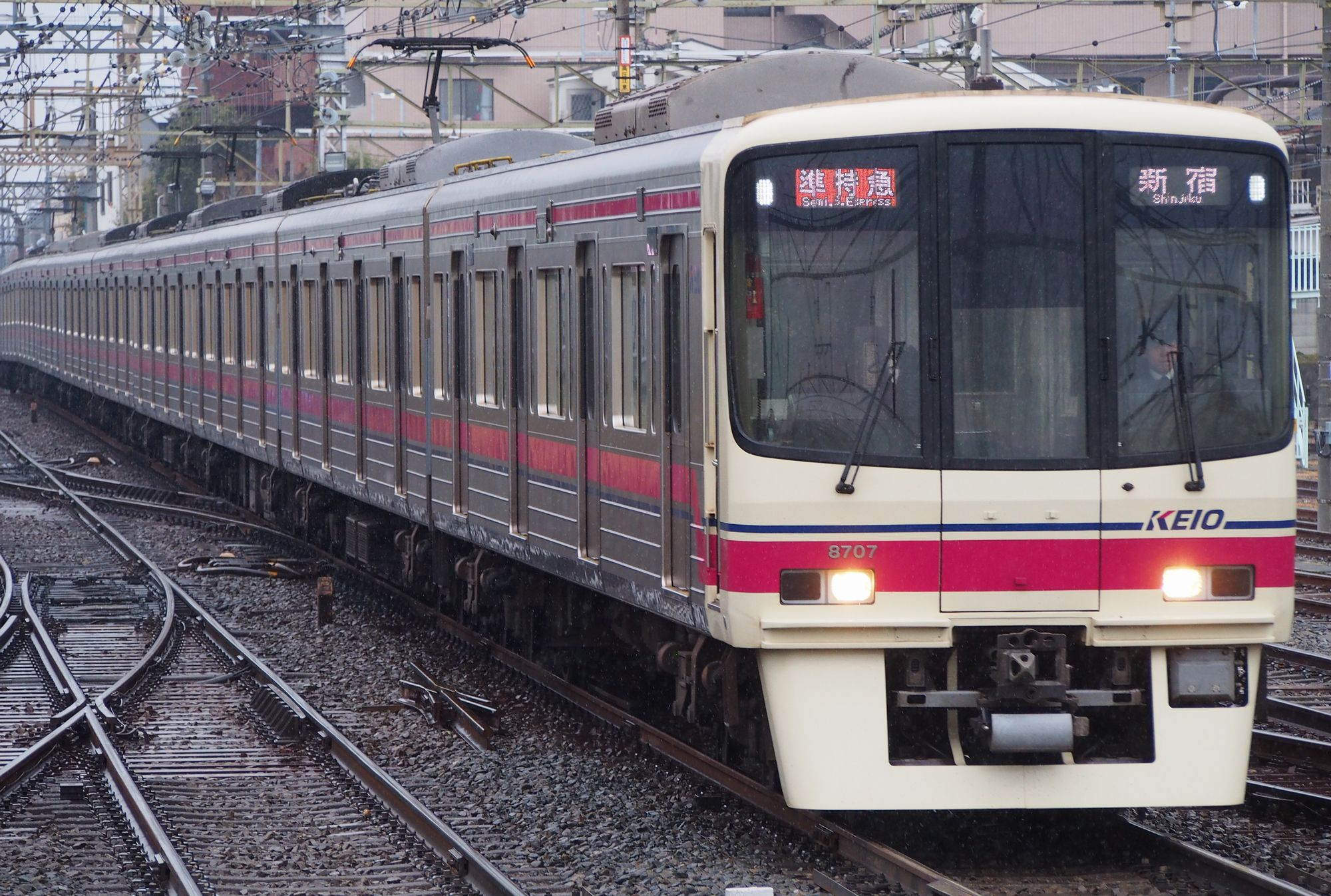
8000系の準特急 京王線新宿行き

京王線の路線図ではオレンジ（■ #f3980f）、英語では「Semi Special Express」と表記（旅客案内表示では、英文字でSemi S.Exp）。
2001年3月に急行や平日夕夜間の通勤快速を置き換えて新設された速達列車で、当時の特急停車駅に分倍河原駅と北野駅を追加した種別であった。2006年9月のダイヤ改定までの日中の高尾山口駅までの下り所要時間はシーズンダイヤ時を除き47分であったが、実際には夜間に時刻表上45 - 46分で結ぶ列車（高尾駅での停車時間が短くなる）も設定されていた。上りの高尾山口発の列車は高尾駅に加えて北野駅での停車時間も長かった。これは北野駅で京王八王子発との同時進入ができず、先に到着して待ち合わせる形となるためである（これは現在の高尾山口発特急も同様である）。
廃止直前のダイヤでは京王線新宿駅 - 京王八王子駅間・京王線新宿駅 - 高尾山口駅間・京王線新宿駅 - 橋本駅間の3系統が運行されていた。平日の高尾山口駅発着列車は朝のみ設定された。そのほか平日朝に京王線新宿駅 - 京王多摩センター駅間の列車が、平日夜に京王線新宿発高幡不動行きの列車が運行された。下りのみ調布駅で京王ライナーに抜かれる列車があった。また途中駅で種別が変わる列車も運行されており、朝晩には京王線新宿駅 - 高幡不動駅間が準特急、高幡不動駅 - 京王八王子駅・高尾山口駅間が各駅停車になる列車があり、このような列車の行き先と種別の表示の変更は特急に準ずる。
平日朝ラッシュ最混雑時間帯の上り（調布駅基準7:20 - 8:05頃発）は準特急は特急と同様運転されず、代わりに区間急行・急行が運転された。
他の鉄道事業者においては「準特急」に相当する列車に「快速急行」という種別を使用するか、「特急」の停車駅を増やした上で旧来の「特急」を「快速特急」に昇格させるかのいずれかを取るケースが通常であるため、「準特急」という種別の列車を運行する鉄道事業者は日本全国でも京王電鉄のみであった。ただし、過去には小田急電鉄や近畿日本鉄道（近鉄）でも走っていたことがあった。また、2022年12月からは阪急電鉄が使用することになった。
全列車が10両編成で運行されていて、特急と同様、定期運転では京王線新宿駅発着で運転され、ダイヤ乱れ時を除き京王電鉄の車両のみが使用された。ただし、ダイヤが大幅に乱れたときは8両編成で運行されたことがある。
2001年3月の設定当初は、平日昼間は京王線新宿駅 - 京王八王子駅間の列車と京王線新宿駅 - 高尾山口駅間の列車が10分間隔で交互に運転された。平日の夕方・夜間は京王線新宿駅 - 京王八王子駅間で10分間隔の運転であった。休日は早朝・深夜以外の運転で京王線新宿駅 - 京王八王子駅間の列車と京王線新宿駅 - 北野駅間（北野駅 - 高尾山口駅間を各駅停車として直通運行）の列車が10分間隔で交互に運転されていた。
2011年3月11日のダイヤ改定で、オフピーク通勤による朝の混雑緩和を目的とした「早朝準特」が平日午前6時台の京王八王子発上りに3本設定された。改定当日に東日本大震災が発生し一時運休したが、その後企業・団体独自のサマータイム（通勤時間前倒し）導入が広まり需要が高まったため、同年7月に実施された節電ダイヤで高尾線直通列車（この列車は高尾山口駅 - 北野駅間は各駅停車として運転）が1本増発され計4本となった。
2011年には夏の節電ダイヤに伴う日中の一部時間帯や、同年と2012年の年末の木・金曜の23時台には高幡不動行の臨時列車が運行されていた（高幡不動からは各停京王八王子行）。
2013年2月22日のダイヤ改定より、当時の特急停車駅に分倍河原駅・北野駅が追加され、京王線内の停車駅が同一となったため、土休日（平日の早朝上り1本を含む）の高尾山口駅発着列車のみの運転となり京王八王子駅発着の全列車と平日日中の高尾山口駅発着の準特急はすべて特急に種別が変更された。高尾線内は各駅停車となるが、急行は高尾線内での通過運転を継続していたため、急行とは千鳥停車の関係となっていた。実際にはそれまで京王線新宿 - 北野間を準特急、高尾線内を各駅停車として運転していた列車を全区間通しで準特急として運転するよう変更したものである。
2015年9月25日のダイヤ改正で笹塚駅・千歳烏山駅が停車駅に追加された。さらに京王八王子駅発着列車が復活し、相模原線直通の列車が新設され、平日日中に京王八王子駅発着と橋本駅発着が20分間隔で、夜に京王八王子駅発着が20分間隔で、土休日に高尾山口駅発着と橋本駅発着が20分間隔で運転されるようになった。そのほか平日朝には京王線新宿発京王多摩センター行が設定された。また途中で種別が変わる列車が設定され、早朝に京王八王子駅始発で各停高幡不動駅行き、高幡不動駅より準特急京王線新宿駅行きという列車が設定された。
2018年2月22日のダイヤ改正で、平日の朝夕ラッシュ時間帯にも一部の種別を準特急へ置き換えて運転本数を増加、これに2019年2月22日のダイヤ改正でも上り京王多摩センター駅発と橋本駅発各1本ずつの新宿駅行きを急行から準特急に格上げした。また競馬開催日の臨時系統として府中競馬正門前駅発京王線新宿駅行臨時準特急（東府中駅にも臨時停車扱いで停車する）が3本設定された（運行開始は4月から）。
2020年2月22日のダイヤ改正で、平日の一部の列車が変更され始発列車の新宿駅発高尾山口駅行が、高幡不動駅から各駅停車高尾山口駅行となり、早朝の高尾駅発京王線新宿駅行きも1本設定された。
2022年3月12日のダイヤ改正で当時の特急停車駅に笹塚駅・千歳烏山駅・京王片倉駅・山田駅・狭間駅が追加され、再度停車駅が同一となったため、準特急は特急に統合され、「準特急」の種別名称は廃止された。
かつてはフルカラーLEDの行先表示器を搭載した7000系・8000系・9000系は、北野まで前面表示は『北野』と『高尾山口まで先行』を、側面表示器は『準特｜北野』→『北野から各停高尾山口行』→『高尾山口まで先に到着』といった形で切り替え表示していた。2013年から準特急自体が北野駅 - 高尾山口駅間の各駅に停車するようになったため、このような案内は行われなくなった。

### 運行本数
2025年3月15日現在の平日日中1時間あたりの運行本数は以下のようになっている。平日日中は京王ライナー、Mt.TAKAO号、急行（都営新宿線内を含む）は運転していない。
| 種別＼駅名 | 種別＼駅名 | 都営新宿線直通 | 新宿 | …   | 笹塚 | 笹塚 | …   | 調布 | 調布 | …   | 高幡不動 | 高幡不動 | …   | 北野 | 北野 | 京王八王子 |  |
| ---------- | ---------- | -------------- | ---- | --- | ---- | ---- | --- | ---- | ---- | --- | -------- | -------- | --- | ---- | ---- | ---------- |  |
| 運行範囲   | 特急       |                | 3本  | 3本 | 3本  | 3本  | 3本 | 3本  | 3本  | 3本 | 3本      | 3本      | 3本 | 3本  | 3本  | 3本        |  |
| 運行範囲   | 特急       | 3本            | 3本  | 3本 | 3本  | 3本  | 3本 | 3本  | 3本  | 3本 | 3本      | 3本      | 3本 | 3本  | →    |            |  |
| 運行範囲   | 特急       | 3本            | 3本  | 3本 | 3本  | 3本  | 3本 | 3本  | →    | →   | →        | →        | →   | →    | →    |            |  |
| 運行範囲   | 区間急行   | ←              | 3本  | 3本 | 3本  | 3本  | 3本 | 3本  | 3本  | →   | →        | →        | →   | →    | →    |            |  |
| 運行範囲   | 快速       | ←              | 3本  | 3本 | 3本  | 3本  | 3本 | 3本  | 3本  | →   | →        | →        | →   | →    | →    |            |  |
| 運行範囲   | 各駅停車   | ←              | 4本  | 4本 | 4本  | 4本  |     |      |      |     |          |          |     |      |      |            |  |
| 運行範囲   | 各駅停車   | 3本            |      |     |      |      |     |      |      |     |          |          |     |      |      |            |  |
| 運行範囲   | 各駅停車   | 3本            | 3本  | 3本 | 3本  | 3本  | 3本 | 3本  | 3本  | 3本 | 3本      | 3本      | 3本 | 3本  | →    |            |  |

1. 1 2  高尾線高尾山口行
2. ↑  相模原線橋本方面行
3. ↑  都営新宿線本八幡方面行（都営新宿線内各駅停車）
4. 1 2 3  京王新線経由
5. 1 2  一部、高幡不動で車両交換

### 女性専用車・防犯カメラ設置車
女性専用車は、以下の列車で実施される。いずれも10両編成の列車に限られる。
- 平日朝7:30 - 9:30に京王線新宿駅・新線新宿駅に到着する上り特急・急行・区間急行の進行方向先頭車両（実施区間は全区間）

新線新宿駅に到着する電車は、都営新宿線内も全区間に渡って女性専用車となる。快速・各駅停車は8両・10両編成ともに対象外である。
- 平日夕方・夜18:00以降に京王線新宿駅を発車する下り特急・急行の進行方向最後尾車両（実施区間は京王線新宿 - 調布）

なお、都営新宿線では朝ラッシュ時に新宿方面のすべての電車の先頭車両（1号車）が女性専用車となるが、新線新宿から先の下り京王新線・京王線内は女性専用車の設定が解除される。
ダイヤ乱れにより8両編成が充当される場合は、その日のその列車に限り女性専用車は設定されないほか、大規模なダイヤ乱れが発生した場合は女性専用車の設定が全面的に中止となる。
2018年に運転を開始した京王ライナーには、女性専用車を設定していない。出発駅となる京王線新宿駅にはホームドアなどにその旨が掲示されている。
該当する車両には、白地のステッカーが貼られている。
2013年2月21日までは夜22:40をもって特急・準特急の運転が終了していたので、平日夜22:50以降に京王線新宿駅を発車する下り急行・通勤快速・快速の進行方向最後尾車両にも女性専用車両が設けられていた（実施区間は新宿 - 調布。なお夜22:50以降に発車していた新線新宿駅発の快速には適用されなかった）。2022年3月12日ダイヤ改正で特急・準特急の統合と一部列車の種別格下げに伴い、下りでの実施種別は特急・急行（新線新宿駅発を除く）に変更された。

### 列車番号
京王線の列車番号の付番方法は以下の通り。
| 数字 | 1桁目                   | 2桁目                                                              | 3・4桁目 |
| ---- | ----------------------- | ------------------------------------------------------------------ | --- |
| 0    | 特急                    | 京王八王子発着                                                     | 発着時刻の早い列車から 下り：01からの奇数 上り：00からの偶数 ただし、「0000」はなし 京王ライナー・ Mt.TAKAO号は号数 |
| 1    | 急行                    | 高尾線高尾・高尾山口発着                                           | 発着時刻の早い列車から 下り：01からの奇数 上り：00からの偶数 ただし、「0000」はなし 京王ライナー・ Mt.TAKAO号は号数 |
| 2    | 快速                    | 高幡不動発着（新宿方面）                                           | 発着時刻の早い列車から 下り：01からの奇数 上り：00からの偶数 ただし、「0000」はなし 京王ライナー・ Mt.TAKAO号は号数 |
| 3    | （準特急）              | 動物園線多摩動物公園発着                                           | 発着時刻の早い列車から 下り：01からの奇数 上り：00からの偶数 ただし、「0000」はなし 京王ライナー・ Mt.TAKAO号は号数 |
| 4    | 区間急行                | 東府中・府中発着（新宿方面） 競馬場線東府中・府中競馬正門前発着    | 発着時刻の早い列車から 下り：01からの奇数 上り：00からの偶数 ただし、「0000」はなし 京王ライナー・ Mt.TAKAO号は号数 |
| 5    | 各駅停車                | 調布発着（新宿方面） つつじヶ丘発着 高尾山口発着（Mt.TAKAO号のみ） | 発着時刻の早い列車から 下り：01からの奇数 上り：00からの偶数 ただし、「0000」はなし 京王ライナー・ Mt.TAKAO号は号数 |
| 6    | 各駅停車                | 桜上水・八幡山発着 京王多摩センター発着（京王ライナーのみ）        | 発着時刻の早い列車から 下り：01からの奇数 上り：00からの偶数 ただし、「0000」はなし 京王ライナー・ Mt.TAKAO号は号数 |
| 7    | 京王ライナー Mt.TAKAO号 | 京王線新宿 - 相模原線直通                                          | 発着時刻の早い列車から 下り：01からの奇数 上り：00からの偶数 ただし、「0000」はなし 京王ライナー・ Mt.TAKAO号は号数 |
| 8    | 回送                    | 都営地下鉄新宿線 - 笹塚発着・相模原線直通                          | 発着時刻の早い列車から 下り：01からの奇数 上り：00からの偶数 ただし、「0000」はなし 京王ライナー・ Mt.TAKAO号は号数 |
| 9    | 試運転                  |                                                                    | 発着時刻の早い列車から 下り：01からの奇数 上り：00からの偶数 ただし、「0000」はなし 京王ライナー・ Mt.TAKAO号は号数 |

2006年9月1日改定より、上り下りとも50本を超える場合は末尾にアルファベットを追加する。xx99, xx98の次は、xx01A, xx00A（京王八王子発特急のみ0098の次は0002A）とし、xx99A, xx98Aの次は、xx01B, xx00B（京王八王子発特急のみ0098Aの次は0002B）とする。
京王ライナーおよびMt.TAKAO号の列車番号下2桁は号数を使用。
1992年5月28日改定以前は、3000番台は通勤急行に使用されていた。
2013年2月22日改定以前は、4000番台は通勤快速に使用されていた。また、3900番台は高尾線内各駅停車となる新宿発着準特急に使用されていた。
2015年9月25日改正以前および2022年3月12日改正から2024年3月16日改正までは、4900番台は都営地下鉄新宿線内急行となる相模原線直通の区間急行に使用されていた。

### 行先標のデザイン

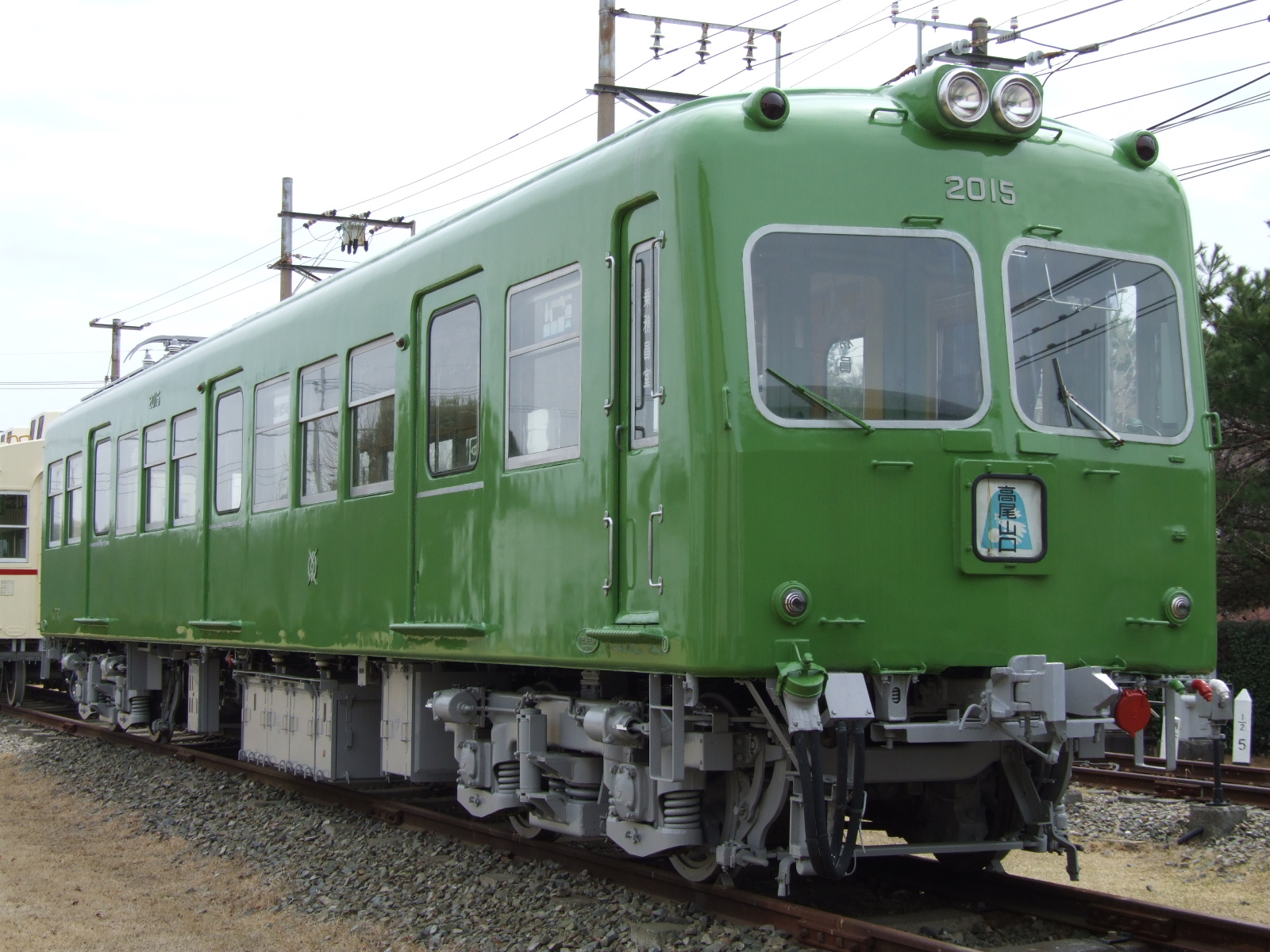
「高尾山口」のイラスト入り行先幕を表示した2010系

京王の行先標は、京王線では2010系以前が方向板と方向幕いずれかを使用、5000系が方向幕のみだったが、当時の表示位置を窓下で統一していた。さらに大半の駅名の背景は単なる白い幕でなく、駅名ごとに三角や丸など異なる背景がデザインされ、遠くからでも背景デザインを見ただけで、行先が判断しやすかった（ただし相模原線延長などで新たな行先が追加された場合は、単に白幕背景である）。山と溪谷社のヤマケイ私鉄ハンドブック『京王帝都』『京成』でも、当時両社で使われていた背景デザイン付きの行先標が全て掲載されている。
行楽輸送の需要があった「多摩動物公園」や｢高尾山口｣の背景デザインはイラストで、特に「府中競馬正門前」は、東京競馬場への波動輸送をイメージした蹄鉄マークで、同じ競馬場への波動輸送が存在した京阪電気鉄道の（淀）と並び、広く知られていた（なお阪急電鉄の「臨急 仁川 大阪」も蹄鉄マークを使った時代があったが、行先標が廃止される少なくとも二世代前までのデザインでは使われなくなり、今はあまり知られていない）。
6000系からは窓上方向幕となったため背景デザインは採用されなくなり、板を使用していた車両も1970年代より、背景デザインのない白地の板を運転室内から交換する方式に改造。背景デザインは5000系の全廃で姿を消した。
なお井の頭線は行先が少なく（通常ダイヤであれば、途中折返は「富士見ヶ丘」しかない）、背景デザインは存在しなかった。

## 車両
2004年以降、事業用車も含め6000系以降の20m4扉車のみが在籍する。7000系以降および乗り入れの都営地下鉄車両はステンレスカーである。なお、6000系の段階ですでにホーム (1100mm) と車両床面 (1130mm) の高低差がほとんどない設計がなされている。
東京都交通局の車両は原則として京王線新宿駅 - 笹塚駅間の在来線には入線しないが、事故や故障などのトラブルでダイヤが乱れた際に、代走で入線することがある。

### 現用車両

#### 自社車両
- 5000系（2代目）
- 9000系
- 8000系
- 7000系

- 京王デヤ901・902形事業用電車
- クヤ900形軌道架線高速検測車 (DAX)
- サヤ912形付随無蓋長物車

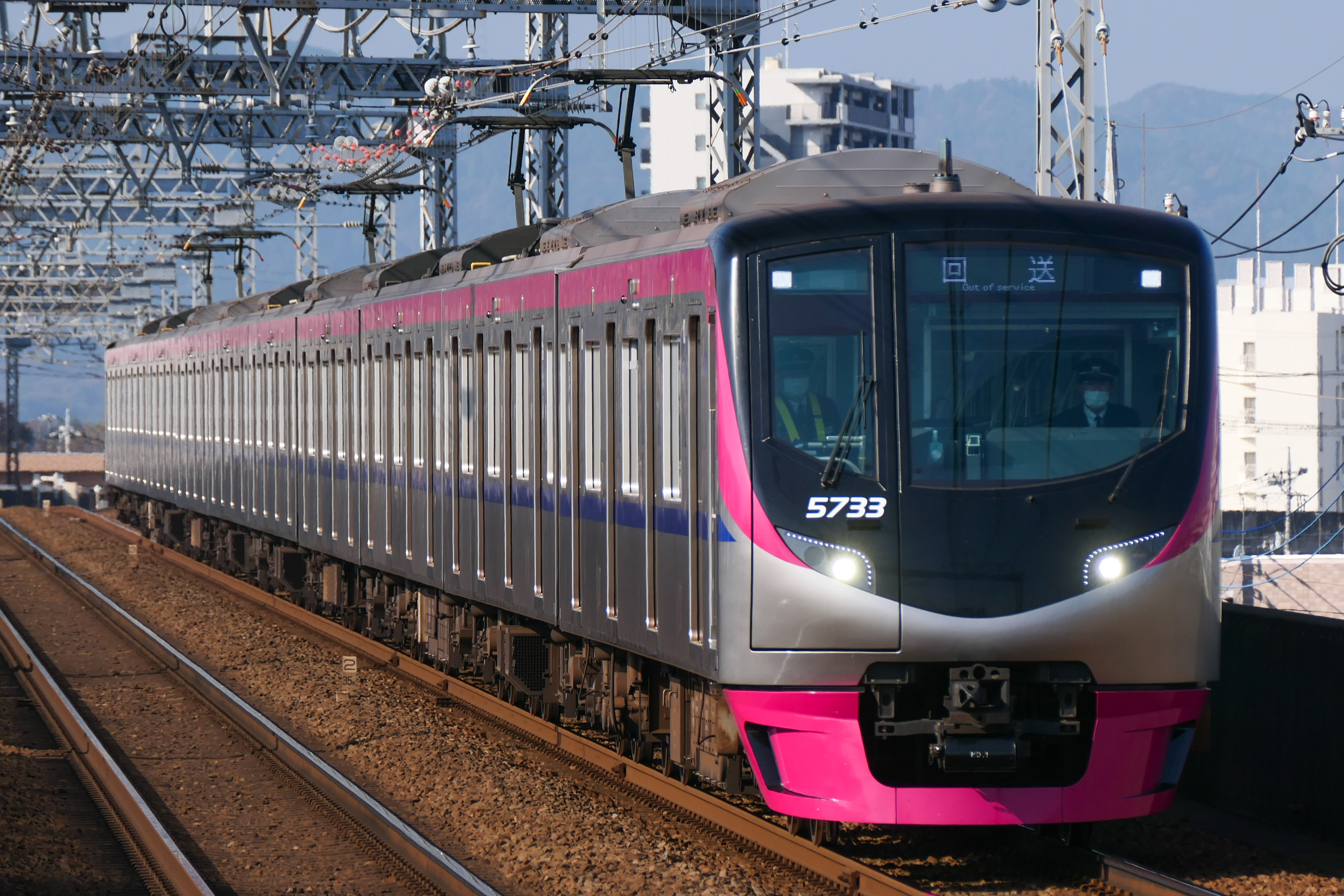
5000系（2代目）
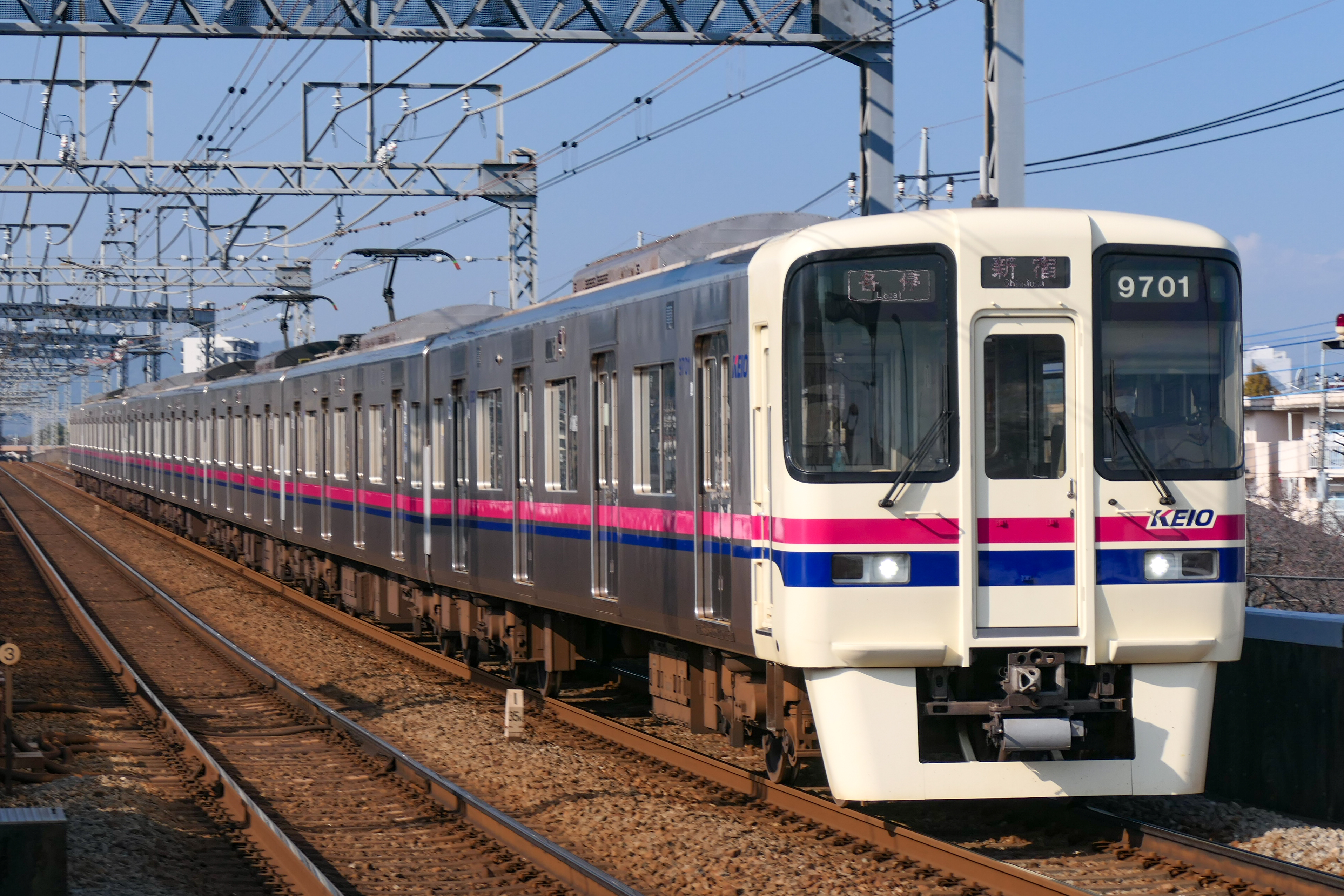
9000系
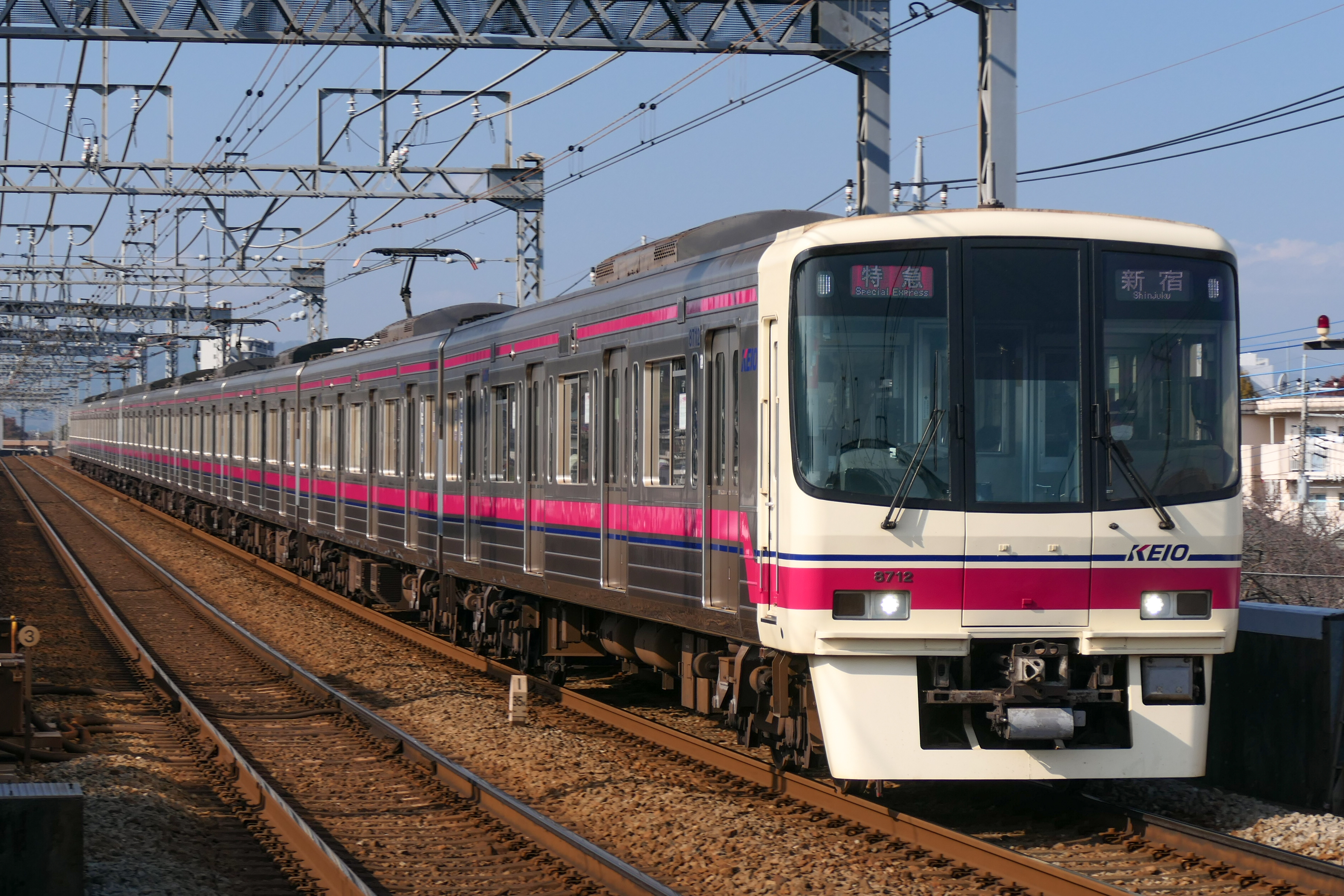
8000系
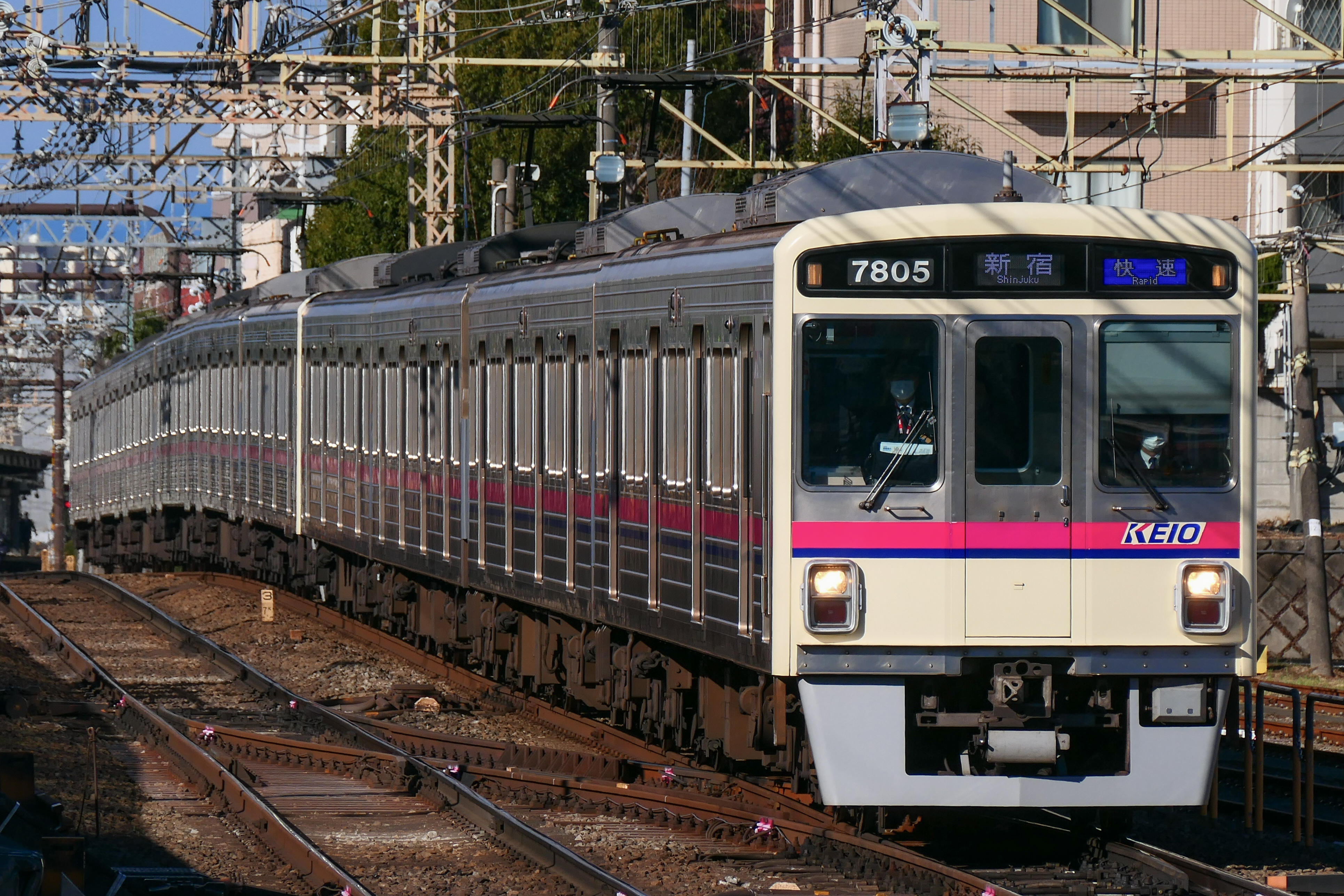
7000系

#### 乗り入れ車両

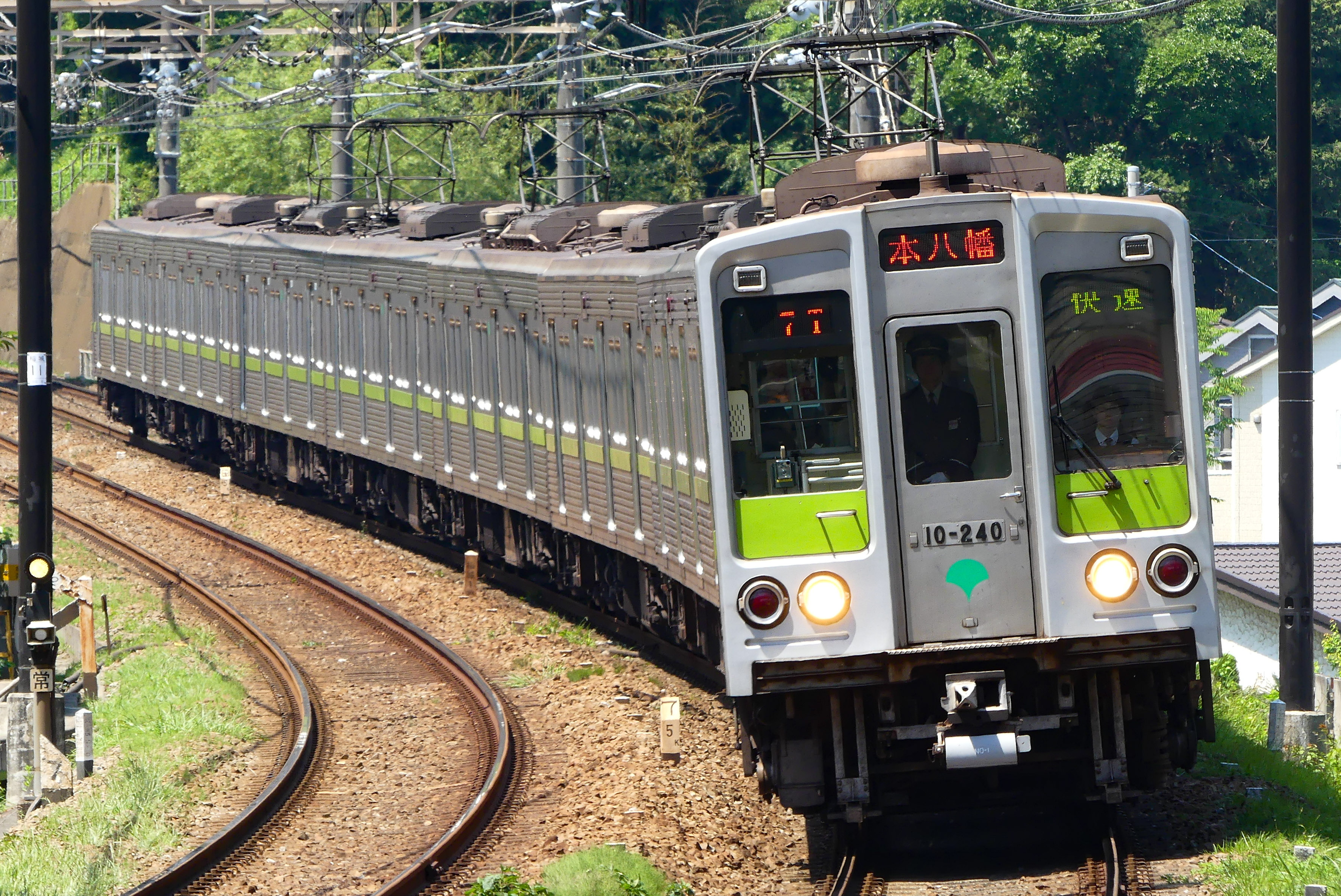
10-000形（6次車）
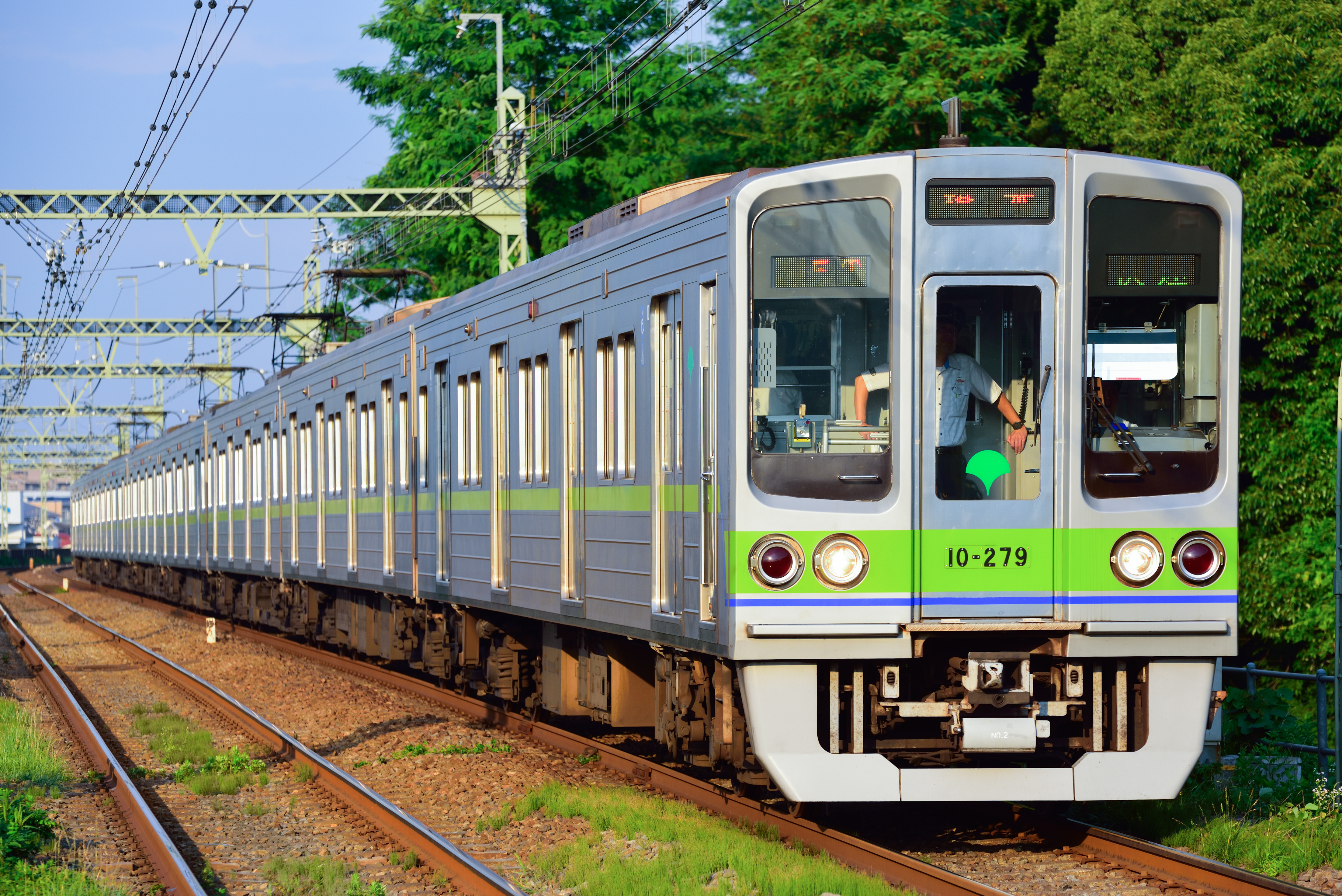
10-000形（8次車）

- 東京都交通局
  - 10-300形

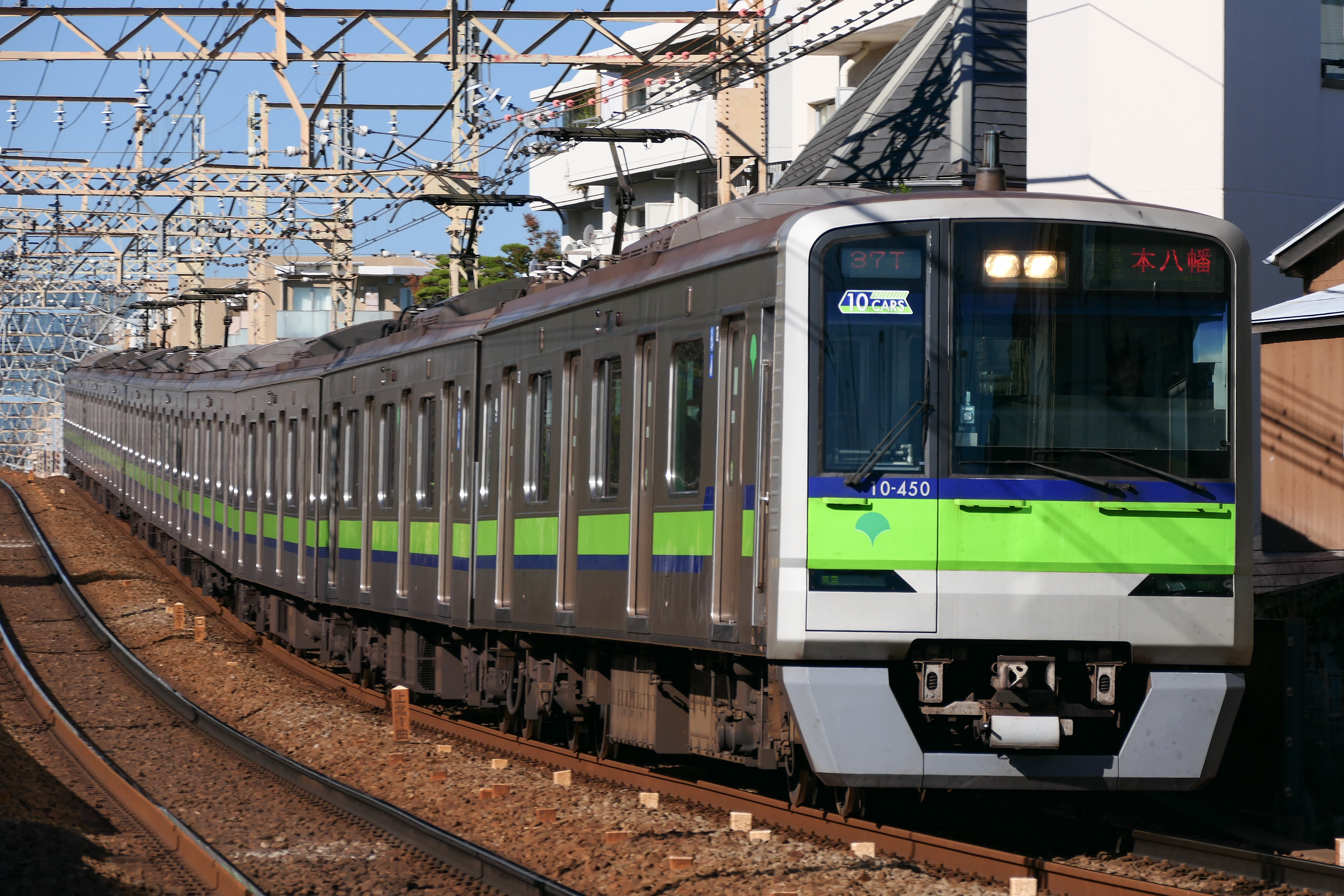
10-300形（1・2次車）
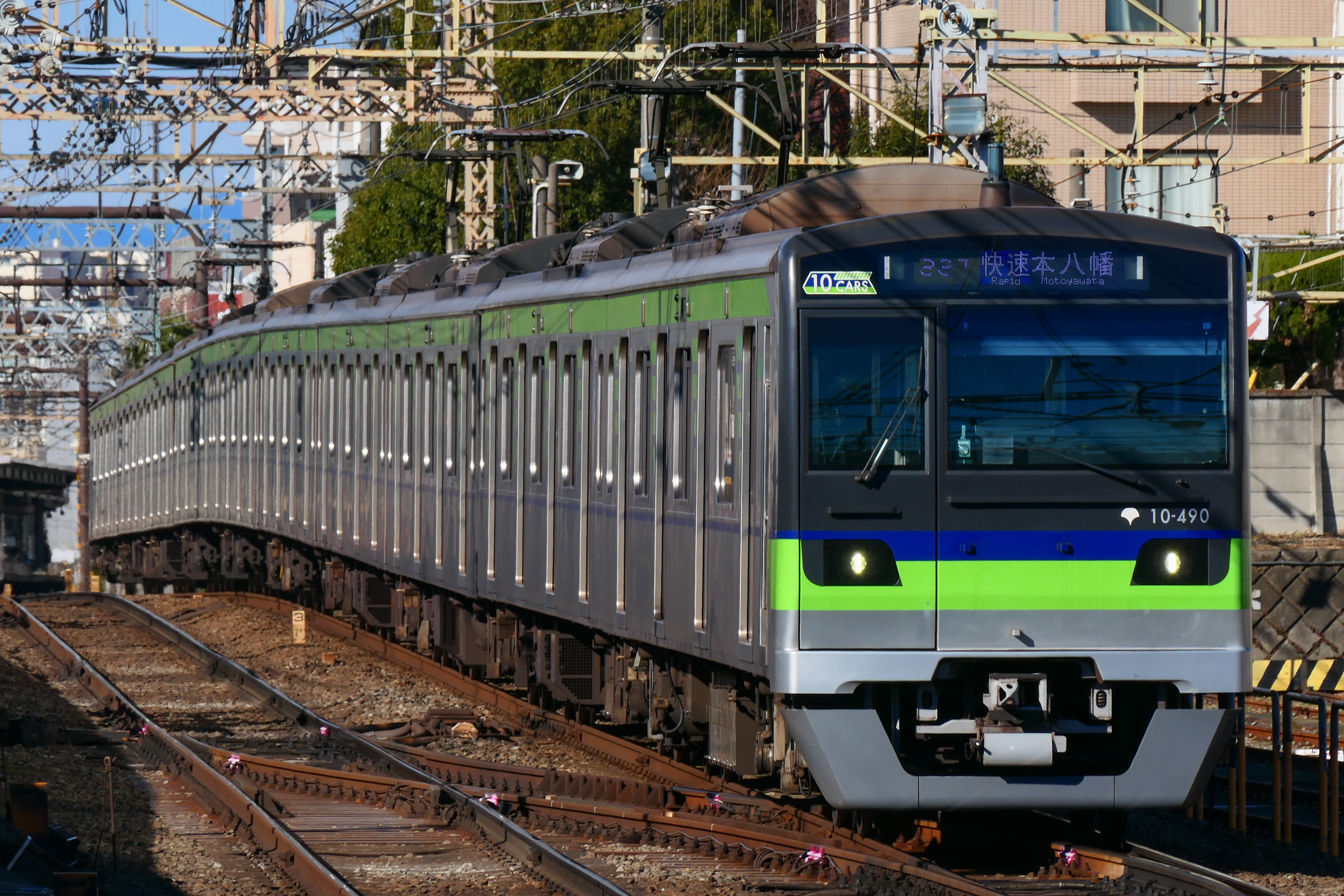
10-300形（3次車以降）

### 導入予定車両

#### 自社車両
- 2000系（2代目）  - 2026年度初め導入予定

### 過去の車両

#### 自社車両

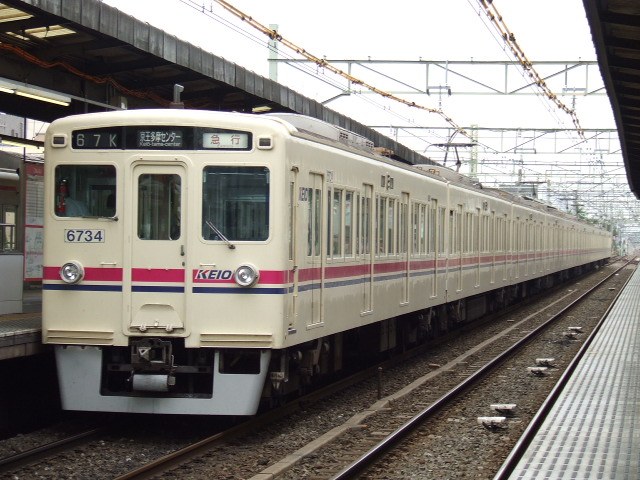
6000系
- 5000系（初代）・5070系→5100系
- 2000系（初代）・2010系
- 2700系
- 2600系

- 6000系

#### 乗り入れ車両
- 東京都交通局
  - 10-000形
  - 10-300R形

- 10-000形（6次車）
- 10-000形（8次車）

## 駅一覧
- 全駅東京都に所在。
- 停車駅 … ●：停車、△：新宿方面行きのみ停車、◇：イベント開催時のみ臨時停車、｜：通過、空欄：経由しない
- ホームドア … ○：設置済
- 線路・待避設備 … ||：複線・待避設備なし、◇：複線・上下とも待避設備あり、△：複線・上りのみ待避設備あり、▽：複線・下りのみ待避設備あり
- 各駅停車は表記されているすべての駅に停車するため省略。
- 接続路線の（）内の英数字は駅番号を表す。

| 駅番号                                                                 | 駅名                            | 駅間 キロ | 累計 キロ | 快速 | 区間急行 | 急行 | 特急 | 京王ライナー | Mt.TAKAO | 接続路線 | ホームドア | 線路・待避設備 | 所在地   |
| ---------------------------------------------------------------------- | ------------------------------- | --------- | --------- | ---- | -------- | ---- | ---- | ------------ | -------- | --- | ---------- | -------------- | -------- |
| KO01                                                                   | 新宿駅                          | -         | 0.0       | ●    | ●        | ●    | ●    | ●            | ●        | 東日本旅客鉄道： 埼京線 (JA 11)・ 湘南新宿ライン (JS 20)・ 中央線（快速）(JC 05)・ 中央・総武線（各駅停車）(JB 10)・ 山手線 (JY 17) 小田急電鉄： 小田原線 (OH01) 東京地下鉄： 丸ノ内線 (M-08) 都営地下鉄： 新宿線 (S-01)・ 大江戸線（新宿駅:E-27、新宿西口駅:E-01） 西武鉄道： 新宿線（西武新宿駅）(SS01) | ○          | \|\|           | 新宿区   |
| この間の初台駅（KO02）と幡ヶ谷駅（KO03）は京王新線にのみホームがある。 |                                 |           |           |      |          |      |      |              |          | |            |                |          |
| KO04                                                                   | 笹塚駅                          | 3.6       | 3.6       | ●    | ●        | ●    | ●    | ｜           | ｜       | 京王電鉄： 京王新線（調布方面から 都営新宿線本八幡駅まで直通運転） | ○          | ◇              | 渋谷区   |
| KO05                                                                   | 代田橋駅                        | 0.8       | 4.4       | ｜   | ｜       | ｜   | ｜   | ｜           | ｜       | |            | \|\|           | 世田谷区 |
| KO06                                                                   | 明大前駅                        | 0.8       | 5.2       | ●    | ●        | ●    | ●    | ●            | ●        | 京王電鉄： 井の頭線 (IN08) |            | \|\|           | 世田谷区 |
| KO07                                                                   | 下高井戸駅                      | 0.9       | 6.1       | ●    | ｜       | ｜   | ｜   | ｜           | ｜       | 東京急行電鉄： 世田谷線 (SG10) |            | \|\|           | 世田谷区 |
| KO08                                                                   | 桜上水駅                        | 0.9       | 7.0       | ●    | ●        | ●    | ｜   | ｜           | ｜       | |            | ◇              | 世田谷区 |
| KO09                                                                   | 上北沢駅                        | 0.8       | 7.8       | ｜   | ｜       | ｜   | ｜   | ｜           | ｜       | |            | \|\|           | 世田谷区 |
| KO10                                                                   | 八幡山駅                        | 0.6       | 8.4       | ●    | ｜       | ｜   | ｜   | ｜           | ｜       | |            | ◇              | 杉並区   |
| KO11                                                                   | 芦花公園駅                      | 0.7       | 9.1       | ｜   | ｜       | ｜   | ｜   | ｜           | ｜       | |            | \|\|           | 世田谷区 |
| KO12                                                                   | 千歳烏山駅                      | 0.8       | 9.9       | ●    | ●        | ●    | ●    | ｜           | ｜       | |            | \|\|           | 世田谷区 |
| KO13                                                                   | 仙川駅                          | 1.6       | 11.5      | ●    | ●        | ｜   | ｜   | ｜           | ｜       | |            | \|\|           | 調布市   |
| KO14                                                                   | つつじヶ丘駅                    | 1.0       | 12.5      | ●    | ●        | ●    | ｜   | ｜           | ｜       | |            | ◇              | 調布市   |
| KO15                                                                   | 柴崎駅                          | 0.8       | 13.3      | ｜   | ｜       | ｜   | ｜   | ｜           | ｜       | |            | \|\|           | 調布市   |
| KO16                                                                   | 国領駅                          | 0.9       | 14.2      | ｜   | ｜       | ｜   | ｜   | ｜           | ｜       | | ○          | \|\|           | 調布市   |
| KO17                                                                   | 布田駅                          | 0.7       | 14.9      | ｜   | ｜       | ｜   | ｜   | ｜           | ｜       | | ○          | \|\|           | 調布市   |
| KO18                                                                   | 調布駅                          | 0.6       | 15.5      | ●    | ●        | ●    | ●    | ｜           | ｜       | 京王電鉄： 相模原線（新宿方面から橋本駅まで直通運転） | ○          | ◇              | 調布市   |
| KO19                                                                   | 西調布駅                        | 1.5       | 17.0      | ●    | ｜       | ｜   | ｜   | ｜           | ｜       | |            | \|\|           | 調布市   |
| KO20                                                                   | 飛田給駅 （味の素スタジアム前） | 0.7       | 17.7      | ●    | ｜       | ◇    | ◇    | ◇            | ｜       | | ○          | △              | 調布市   |
| KO21                                                                   | 武蔵野台駅                      | 1.1       | 18.8      | ●    | ｜       | ｜   | ｜   | ｜           | ｜       | |            | \|\|           | 府中市   |
| KO22                                                                   | 多磨霊園駅                      | 0.8       | 19.6      | ●    | ｜       | ｜   | ｜   | ｜           | ｜       | |            | \|\|           | 府中市   |
| KO23                                                                   | 東府中駅                        | 0.8       | 20.4      | ●    | ●        | ●    | ◇    | ◇            | ｜       | 京王電鉄： 競馬場線（競馬開催日のみ、新宿方面から府中競馬正門前駅まで直通運転） |            | ▽              | 府中市   |
| KO24                                                                   | 府中駅                          | 1.5       | 21.9      | ●    | ●        | ●    | ●    | ●            | △        | |            | ◇              | 府中市   |
| KO25                                                                   | 分倍河原駅                      | 1.2       | 23.1      | ●    | ●        | ●    | ●    | ●            | △        | 東日本旅客鉄道： 南武線 (JN 21) |            | \|\|           | 府中市   |
| KO26                                                                   | 中河原駅                        | 1.6       | 24.7      | ●    | ●        | ｜   | ｜   | ｜           | ｜       | |            | \|\|           | 府中市   |
| KO27                                                                   | 聖蹟桜ヶ丘駅                    | 1.6       | 26.3      | ●    | ●        | ●    | ●    | ●            | △        | |            | \|\|           | 多摩市   |
| KO28                                                                   | 百草園駅                        | 1.7       | 28.0      | ●    | ●        | ｜   | ◇    | ｜           | ｜       | |            | \|\|           | 日野市   |
| KO29                                                                   | 高幡不動駅                      | 1.7       | 29.7      | ●    | ●        | ●    | ●    | ●            | △        | 京王電鉄： 動物園線 多摩都市モノレール： 多摩都市モノレール線 (TT07) |            | ◇              | 日野市   |
| KO30                                                                   | 南平駅                          | 2.4       | 32.1      | ●    | ●        | ｜   | ｜   | ｜           | ｜       | |            | \|\|           | 日野市   |
| KO31                                                                   | 平山城址公園駅                  | 1.3       | 33.4      | ●    | ●        | ｜   | ｜   | ｜           | ｜       | |            | \|\|           | 日野市   |
| KO32                                                                   | 長沼駅                          | 1.5       | 34.9      | ●    | ●        | ｜   | ｜   | ｜           | ｜       | |            | \|\|           | 八王子市 |
| KO33                                                                   | 北野駅                          | 1.2       | 36.1      | ●    | ●        | ●    | ●    | ●            | △        | 京王電鉄： 高尾線（新宿方面から高尾山口駅まで直通運転） |            | ◇              | 八王子市 |
| KO34                                                                   | 京王八王子駅                    | 1.8       | 37.9      | ●    | ●        | ●    | ●    | ●            |          | 東日本旅客鉄道： 中央線・ 横浜線・■八高線 （八王子駅:JC 22・JH 32） |            | \|\|           | 八王子市 |

なお、かつて新宿駅付近 - 幡ヶ谷駅間には、京王新宿駅・省線新宿駅前駅・葵橋駅・新町駅（以上、新宿区）、天神橋駅・西参道駅・幡代小学校前駅・幡代駅（以上、渋谷区）が存在したが廃止された。各駅の情報は「京王線の新宿駅付近の廃駅」を参照。
臨時停車の解説
- 布田駅：かつては調布市花火大会の開催日に、開催時間に合わせて臨時停車していた。
- 飛田給駅：東京スタジアム（味の素スタジアム）や武蔵野の森総合スポーツプラザ（京王アリーナTOKYO）にてFIFA（国際サッカー連盟）主催サッカー国際試合やJリーグ、コンサートなどの大規模イベント開催日に、開催時間に合わせて臨時停車する。また、東京競馬場で重賞レース（主に日本ダービー・ジャパンカップなどのGIレース）が行われる際に、数本運行される府中競馬正門前発飛田給行きの臨時列車に接続する形で上り数本が停車する。
- 東府中駅：東京競馬場での競馬開催日と有馬記念開催日（12月第4日曜日。開催は中山競馬場だが、東京競馬場にて場外発売を実施）に、日中の特急（2013年4月20日からは、東府中駅着9時23分 - 15時12分の下り列車と、東府中駅発15時33分 - 17時12分の上り列車）が臨時停車し、下り列車は同駅にて府中競馬正門前行き列車に接続する。また、東京競馬場花火大会のため、夕方の特急（2024年7月は、東府中駅着16時00分 - 19時01分の下り列車と、東府中駅発20時51分 - 21時34分の上り列車）が臨時停車し、下り列車は同駅にて府中競馬正門前行き列車に接続する。
- 中河原駅：かつてはせいせき多摩川花火大会開催日に、開催時間に合わせて臨時停車していた。また、せいせき多摩川花火大会終了時には、数本運行される高幡不動発特急新宿行きや急行新宿行き、急行新線新宿行きの臨時列車に接続する形で上り数本が停車する。また、調布発急行高幡不動行きの臨時列車に接続する形で下り数本が停車する。
- 百草園駅：百草園での「梅ライトアップ」・「紅葉もみじまつり」（土曜・休日のみ）開催時に16時 - 18時頃の特急を臨時停車している。

## 連続立体交差化事業・複々線化計画

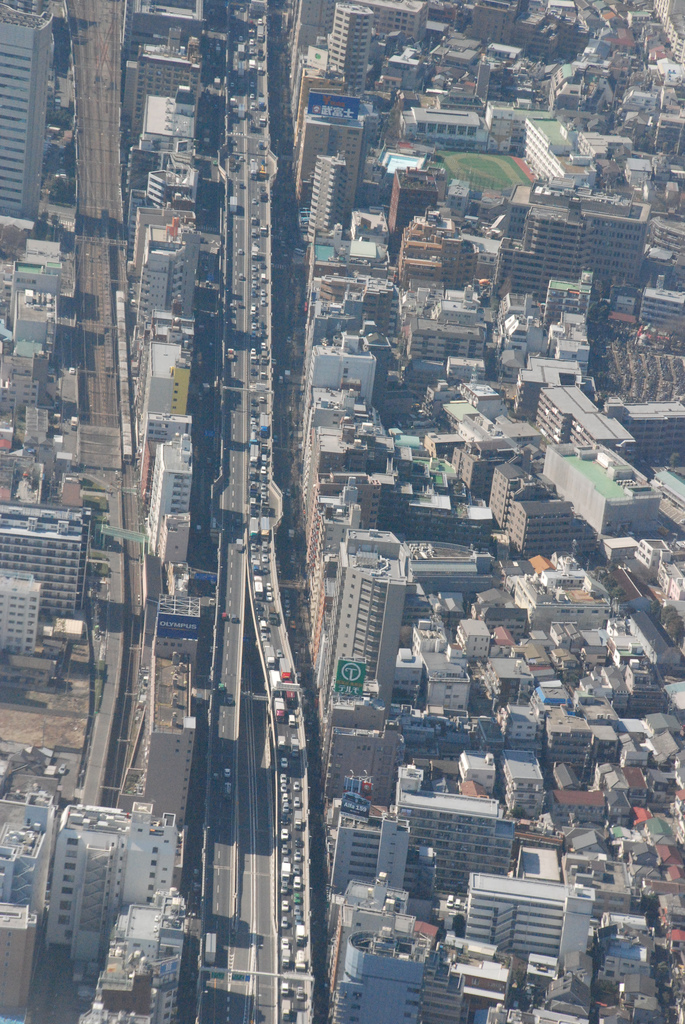
国道20号（中央）の下に潜る京王線（左）（新宿 - 笹塚間）

京王線の笹塚 - 調布間は電車運行本数が多いため、いわゆる開かずの踏切が多く存在し、沿線の交通事情を悪化させている。対策として新宿 - 調布間の連続立体交差化や複々線化が計画・実施されている。
笹塚 - 調布間の複々線化については、2000年の運輸政策審議会答申第18号では「今後整備について検討すべき路線（沿線の開発プロジェクトの進捗状況、輸送需要動向、投資能力などを踏まえつつ、整備の必要性、整備方策などについて検討すべき路線 ）」と位置付けられている。一部では南側に線路を増設する4線高架を前提とした用地の確保や準備工事がされてきたが、後に計画変更された。
建設費は約1,695億円と試算されている。
2016年の交通政策審議会答申（東京圏における今後の都市鉄道のあり方について）に向けた東京都の検討では京王線複々線化について「整備について検討すべき路線」の対象となっている。答申では「地域の成長に応じた鉄道ネットワークの充実に資するプロジェクト」に位置づけられた。

### 新宿 - 笹塚間
1978年の京王新線の開業により複々線化を完了、その後1983年に京王線側の初台駅 - 幡ヶ谷駅付近を地下化し、いずれも完了した。ただし、笹塚 - 京王線新宿間上り線（京王新線との立体交差部）に幡ヶ谷3号踏切が残る。

### 笹塚 - つつじヶ丘間
八幡山駅周辺では交通量の多い環状八号線と交差することから、1970年に高架化が行われた。改良を重ねながら1987年には島式ホーム側の副本線と外側に主本線となる通過線、引上線を設置した現在の配線となった。また、仙川駅周辺についても掘割区間となっており、すでに立体化されている。
2004年、代田橋 - 仙川間が東京都から立体化の検討を対象とする区間に指定され、そのうち代田橋 - 八幡山間は国土交通省の2008年度予算案において連続立体交差化の新規着工準備区間として認められた。4.3kmの当該区間にある16か所の開かずの踏切の除去、明大前駅の駅前広場整備などが予定されており、この区間に関してはより交通渋滞の緩和が見込め、八幡山駅付近などの既存線も活用できる高架化が行われることになった。東京都が2011年1月に公開した本区間の連続立体交差化および複々線化事業の環境影響評価準備書において、笹塚 - つつじヶ丘間(8.3km)を高架（緩行線）と地下（急行線）の併用によって連続立体交差化・複々線化する案が示され、2014年2月28日に都市計画事業の認可が告示された。
計画によると、笹塚駅では現在の本線は地下へ入り、引上線は延長され高架につなげる。緩行線には明大前駅と千歳烏山駅に副本線が新たに設置されるが、急行線には明大前駅を含め中間駅は設けられない。つつじヶ丘駅では現在の本線の外側に急行線が顔を出す。これに伴い桜上水派出所も高架となる。
当初は、2015年度に緩行線部分を着工し、急行線部分は緩行線部分の工事完了を待って、2024年度に着手し、2年で完成させる予定であった。しかし、周辺住民の反対や一部用地の取得遅れなどにより着工は遅れた。2022年10月時点では、第5工区以外は工事に着手している。工区は以下のようになっている。
| 工区    | 区間                                   | 施工者                         |
| ------- | -------------------------------------- | ------------------------------ |
| 第1工区 | 笹塚駅側の地上への取付部と代田橋駅付近 | 大林組・京王建設JV             |
| 第2工区 | 明大前駅付近                           | 大成建設・竹中土木JV           |
| 第3工区 | 下高井戸駅付近                         | 清水建設・三井住友建設JV       |
| 第4工区 | 桜上水駅付近                           | 鹿島・京王建設・東亜建設工業JV |
| 第5工区 | 上北沢駅付近                           | 鴻池組・竹中土木JV             |
| 第6工区 | 芦花公園駅付近                         | 東急建設・京王建設・鉄建建設JV |
| 第7工区 | 千歳烏山駅付近                         | 安藤ハザマ・淺沼組JV           |
| 第8工区 | 仙川駅側の地上への取付部               | 戸田建設・錢高組JV             |

### つつじヶ丘 - 調布、京王多摩川（相模原線）間
国領 - 調布 - 西調布間ならびに、調布 - 京王多摩川（相模原線）間は地下化工事が行われた。地下線への切り替え工事は2012年8月19日に完了した。これにより国領・布田・調布の3駅が地下駅となり、18か所の踏切を解消した。加えて調布駅が2層式ホームになり、相模原線との平面交差が解消されるとともに、相模原線の列車同士も緩急接続をとれるようになった。この後は国領・布田・調布各駅の駅舎工事と駅前広場工事ならびに旧地上線撤去工事を行い、2015年度に完了している。なお、この工事の過程で調布市国領町にて不発弾が発見され、2008年5月18日に処理のためつつじヶ丘 - 調布間を一時運休した。
都市計画上は、柴崎駅 - 調布駅間の現行線直下に線増線トンネルが計画されており（最大3層構造）、地下化された調布駅の新宿方はその建設を想定した構造となっているが、事業化の目途は立っていない。

## 利用状況
2022年度の朝ラッシュ時最混雑区間は下高井戸駅 → 明大前駅間であり、ピーク時（7:40 - 8:40）の混雑率は129%である。
当路線と並行する中央快速線 (139%) と比べるとやや低い値ではあるが、つつじヶ丘駅 - 笹塚駅間は複線でありながら10両編成の列車が概ね2分間隔で運転されており、八幡山駅 - 笹塚駅間は平行ダイヤで通常時よりも所要時間が大幅に増していることから、これ以上の増発はほぼ不可能である。朝ラッシュ時の調布駅 - 新宿駅間（15.5km）は優等列車であっても30分程度を要し、表定速度は30km/h程度と非常に遅い。
1972年度から40年以上にわたり毎時30本の運転を行っており、長編成化を繰り返すことで輸送力を増強した。1995年度から朝ラッシュ時の全列車が10両編成になり、以降は2019年度まで混雑率が170%弱で横ばいとなった。しかし、長編成化に伴う遅延が頻発したことにより、2015年度から実態に合わせて毎時27本に減便している。オフピーク通勤を推進するため、2011年のダイヤ改定から早朝時間帯を対象に準特急の運行を開始した。
2018年度の一日平均通過人員は新宿駅 - 初台駅間が797,378人であり、京王線で最も多い。新宿から離れるにつれて通過人員が減少し、代田橋駅 - 明大前駅間で694,154人に減少するが、井の頭線からの流入があり明大前駅 - 下高井戸駅間は736,596人に増加する。その後は減少するものの布田駅 - 調布駅間が542,412人であり、新宿駅 - 調布駅間の全区間で一日平均通過人員が54万人を超えている。多大な需要に応えるために、笹塚駅 - 調布駅間は複線でありながら日中でも毎時21本の高密度運転を行っている。
調布駅で相模原線と分岐するため、調布駅 - 西調布駅間の一日平均通過人員は320,761人に減少する。その後も一貫して減少傾向が続き、多摩川を縦断する中河原駅 - 聖蹟桜ヶ丘駅間で197,783人に、動物園線と分岐した後の高幡不動駅 - 南平駅間で119,360人に減少する。最も一日平均通過人員が少ないのは高尾線と分岐した後の北野駅 - 京王八王子駅間で、59,486人である。
近年の輸送実績を下表に記す。表中、最高値を赤色で、最高値を記録した年度以降の最低値を青色で、最高値を記録した年度以前の最低値を緑色で表記している。
| 年度                | 最混雑区間（下高井戸 → 明大前間）輸送実績 | 最混雑区間（下高井戸 → 明大前間）輸送実績 | 最混雑区間（下高井戸 → 明大前間）輸送実績 | 最混雑区間（下高井戸 → 明大前間）輸送実績 | 特記事項                                              |
| 年度                | 運転本数：本                              | 輸送力：人                                | 輸送量：人                                | 混雑率：%                                 | 特記事項                                              |
| ------------------- | ----------------------------------------- | ----------------------------------------- | ----------------------------------------- | ----------------------------------------- | ----------------------------------------------------- |
| 1965年 （昭和40年） | 24                                        | 13,995                                    | 36,162                                    | 258                                       | 最混雑区間は初台→新宿間                               |
| 1966年 （昭和41年） | 25                                        | 16,141                                    | 36,547                                    | 226                                       |                                                       |
| 1967年 （昭和42年） | 27                                        | 18,052                                    |                                           |                                           |                                                       |
| 1968年 （昭和43年） | 28                                        | 19,895                                    | 43,626                                    | 219                                       |                                                       |
| 1969年 （昭和44年） | 28                                        | 20,241                                    | 44,491                                    | 220                                       |                                                       |
| 1970年 （昭和45年） | 29                                        | 21,600                                    | 48,279                                    | 224                                       |                                                       |
| 1971年 （昭和46年） | 28                                        | 21,120                                    | 49,274                                    | 233                                       |                                                       |
| 1972年 （昭和47年） | 30                                        | 23,280                                    | 53,116                                    | 228                                       |                                                       |
| 1973年 （昭和48年） | 30                                        | 23,520                                    | 51,667                                    | 224                                       |                                                       |
| 1974年 （昭和49年） | 30                                        | 23,400                                    | 52,483                                    | 224                                       |                                                       |
| 1975年 （昭和50年） | 30                                        | 25,080                                    | 54,331                                    | 217                                       |                                                       |
| 1976年 （昭和51年） | 30                                        | 26,760                                    | 54,800                                    | 205                                       |                                                       |
| 1977年 （昭和52年） | 30                                        | 29,240                                    | 54,011                                    | 195                                       |                                                       |
| 1978年 （昭和53年） | 30                                        | 27,600                                    | 51,130                                    | 185                                       | 京王新線開業年度、最混雑区間を下高井戸→明大前間に変更 |
| 1979年 （昭和54年） | 30                                        | 27,840                                    | 54,275                                    | 195                                       | 都営地下鉄新宿線直通開始年度                          |
| 1980年 （昭和55年） | 30                                        | 27,840                                    | 56,159                                    | 202                                       |                                                       |
| 1981年 （昭和56年） | 30                                        | 29,240                                    | 57,062                                    | 195                                       |                                                       |
| 1982年 （昭和57年） | 30                                        | 30,080                                    | 57,219                                    | 190                                       |                                                       |
| 1983年 （昭和58年） | 30                                        | 30,200                                    | 59,304                                    | 196                                       |                                                       |
| 1984年 （昭和59年） | 30                                        | 31,320                                    | 60,723                                    | 192                                       |                                                       |
| 1985年 （昭和60年） | 30                                        | 31,660                                    | 61,237                                    | 193                                       |                                                       |
| 1986年 （昭和61年） | 30                                        | 32,960                                    | 62,366                                    | 189                                       |                                                       |
| 1987年 （昭和62年） | 30                                        | 35,120                                    | 64,046                                    | 182                                       |                                                       |
| 1988年 （昭和63年） | 30                                        | 35,560                                    | 65,012                                    | 183                                       |                                                       |
| 1989年 （平成元年） | 30                                        | 36,400                                    | 66,429                                    | 182                                       |                                                       |
| 1990年 （平成2年）  | 30                                        | 36,460                                    | 70,012                                    | 192                                       |                                                       |
| 1991年 （平成3年）  | 30                                        | 37,800                                    | 71,612                                    | 189                                       |                                                       |
| 1992年 （平成4年）  | 30                                        | 38,920                                    | 70,434                                    | 181                                       |                                                       |
| 1993年 （平成5年）  | 30                                        | 39,760                                    | 71,213                                    | 179                                       |                                                       |
| 1994年 （平成6年）  | 30                                        | 40,600                                    | 71,071                                    | 175                                       |                                                       |
| 1995年 （平成7年）  | 30                                        | 42,000                                    | 70,858                                    | 169                                       |                                                       |
| 1996年 （平成8年）  | 30                                        | 42,000                                    | 70,787                                    | 169                                       |                                                       |
| 1997年 （平成9年）  | 30                                        | 42,000                                    | 70,362                                    | 168                                       |                                                       |
| 1998年 （平成10年） | 30                                        | 42,000                                    | 70,398                                    | 168                                       |                                                       |
| 1999年 （平成11年） | 30                                        | 42,000                                    | 70,571                                    | 168                                       |                                                       |
| 2000年 （平成12年） | 30                                        | 42,000                                    | 70,440                                    | 168                                       |                                                       |
| 2001年 （平成13年） | 30                                        | 42,000                                    |                                           | 168                                       |                                                       |
| 2002年 （平成14年） | 30                                        | 42,000                                    | 70,522                                    | 168                                       |                                                       |
| 2003年 （平成15年） | 30                                        | 42,000                                    | 71,188                                    | 169                                       |                                                       |
| 2004年 （平成16年） | 30                                        | 42,000                                    |                                           | 170                                       |                                                       |
| 2005年 （平成17年） | 30                                        | 42,000                                    | 71,313                                    | 170                                       |                                                       |
| 2006年 （平成18年） | 30                                        | 42,000                                    | 71,417                                    | 170                                       |                                                       |
| 2007年 （平成19年） | 30                                        | 42,000                                    | 71,149                                    | 169                                       |                                                       |
| 2008年 （平成20年） | 30                                        | 42,000                                    | 70,949                                    | 169                                       |                                                       |
| 2009年 （平成21年） | 30                                        | 42,000                                    | 70,146                                    | 167                                       |                                                       |
| 2010年 （平成22年） | 30                                        | 42,000                                    | 69,115                                    | 165                                       |                                                       |
| 2011年 （平成23年） | 30                                        | 42,000                                    | 68,156                                    | 162                                       |                                                       |
| 2012年 （平成24年） | 30                                        | 42,000                                    | 68,924                                    | 164                                       |                                                       |
| 2013年 （平成25年） | 30                                        | 42,000                                    | 68,542                                    | 163                                       |                                                       |
| 2014年 （平成26年） | 30                                        | 42,000                                    | 68,554                                    | 163                                       |                                                       |
| 2015年 （平成27年） | 27                                        | 37,800                                    | 62,493                                    | 165                                       |                                                       |
| 2016年 （平成28年） | 27                                        | 37,800                                    | 62,738                                    | 166                                       |                                                       |
| 2017年 （平成29年） | 27                                        | 37,800                                    | 63,023                                    | 167                                       |                                                       |
| 2018年 （平成30年） | 27                                        | 37,800                                    | 62,428                                    | 165                                       |                                                       |
| 2019年 （令和元年） | 27                                        | 37,800                                    | 63,089                                    | 167                                       |                                                       |
| 2020年 （令和2年）  | 27                                        | 37,520                                    | 42,143                                    | 112                                       |                                                       |
| 2021年 （令和3年）  | 27                                        | 37,520                                    | 43,340                                    | 116                                       |                                                       |
| 2022年 （令和4年）  | 26                                        | 36,120                                    | 46,647                                    | 129                                       |                                                       |